# 1868
Portal Geschichte | Portal Biografien | Aktuelle Ereignisse | Jahreskalender | Tagesartikel

◄ |
18. Jahrhundert |
19. Jahrhundert
| 20. Jahrhundert | ►

◄ |
1830er |
1840er |
1850er |
1860er
| 1870er | 1880er | 1890er | ►

◄◄ |
◄ |
1864 |
1865 |
1866 |
1867 |
1868
| 1869 | 1870 | 1871 | 1872 | ► | ►►
Staatsoberhäupter · Wahlen · Nekrolog · Kunstjahr · Literaturjahr · Musikjahr   · Sportjahr
| Januar | Januar | Januar | Januar | Januar | Januar | Januar | Januar |
| Kw     | Mo     | Di     | Mi     | Do     | Fr     | Sa     | So     |
| ------ | ------ | ------ | ------ | ------ | ------ | ------ | ------ |
| 1      |        |        | 1      | 2      | 3      | 4      | 5      |
| 2      | 6      | 7      | 8      | 9      | 10     | 11     | 12     |
| 3      | 13     | 14     | 15     | 16     | 17     | 18     | 19     |
| 4      | 20     | 21     | 22     | 23     | 24     | 25     | 26     |
| 5      | 27     | 28     | 29     | 30     | 31     |        |        |

| Februar | Februar | Februar | Februar | Februar | Februar | Februar | Februar |
| Kw      | Mo      | Di      | Mi      | Do      | Fr      | Sa      | So      |
| ------- | ------- | ------- | ------- | ------- | ------- | ------- | ------- |
| 5       |         |         |         |         |         | 1       | 2       |
| 6       | 3       | 4       | 5       | 6       | 7       | 8       | 9       |
| 7       | 10      | 11      | 12      | 13      | 14      | 15      | 16      |
| 8       | 17      | 18      | 19      | 20      | 21      | 22      | 23      |
| 9       | 24      | 25      | 26      | 27      | 28      | 29      |         |

| März | März | März | März | März | März | März | März |
| Kw   | Mo   | Di   | Mi   | Do   | Fr   | Sa   | So   |
| ---- | ---- | ---- | ---- | ---- | ---- | ---- | ---- |
| 9    |      |      |      |      |      |      | 1    |
| 10   | 2    | 3    | 4    | 5    | 6    | 7    | 8    |
| 11   | 9    | 10   | 11   | 12   | 13   | 14   | 15   |
| 12   | 16   | 17   | 18   | 19   | 20   | 21   | 22   |
| 13   | 23   | 24   | 25   | 26   | 27   | 28   | 29   |
| 14   | 30   | 31   |      |      |      |      |      |

| April | April | April | April | April | April | April | April |
| Kw    | Mo    | Di    | Mi    | Do    | Fr    | Sa    | So    |
| ----- | ----- | ----- | ----- | ----- | ----- | ----- | ----- |
| 14    |       |       | 1     | 2     | 3     | 4     | 5     |
| 15    | 6     | 7     | 8     | 9     | 10    | 11    | 12    |
| 16    | 13    | 14    | 15    | 16    | 17    | 18    | 19    |
| 17    | 20    | 21    | 22    | 23    | 24    | 25    | 26    |
| 18    | 27    | 28    | 29    | 30    |       |       |       |

| Mai | Mai | Mai | Mai | Mai | Mai | Mai | Mai |
| Kw  | Mo  | Di  | Mi  | Do  | Fr  | Sa  | So  |
| --- | --- | --- | --- | --- | --- | --- | --- |
| 18  |     |     |     |     | 1   | 2   | 3   |
| 19  | 4   | 5   | 6   | 7   | 8   | 9   | 10  |
| 20  | 11  | 12  | 13  | 14  | 15  | 16  | 17  |
| 21  | 18  | 19  | 20  | 21  | 22  | 23  | 24  |
| 22  | 25  | 26  | 27  | 28  | 29  | 30  | 31  |

| Juni | Juni | Juni | Juni | Juni | Juni | Juni | Juni |
| Kw   | Mo   | Di   | Mi   | Do   | Fr   | Sa   | So   |
| ---- | ---- | ---- | ---- | ---- | ---- | ---- | ---- |
| 23   | 1    | 2    | 3    | 4    | 5    | 6    | 7    |
| 24   | 8    | 9    | 10   | 11   | 12   | 13   | 14   |
| 25   | 15   | 16   | 17   | 18   | 19   | 20   | 21   |
| 26   | 22   | 23   | 24   | 25   | 26   | 27   | 28   |
| 27   | 29   | 30   |      |      |      |      |      |

| Juli | Juli | Juli | Juli | Juli | Juli | Juli | Juli |
| Kw   | Mo   | Di   | Mi   | Do   | Fr   | Sa   | So   |
| ---- | ---- | ---- | ---- | ---- | ---- | ---- | ---- |
| 27   |      |      | 1    | 2    | 3    | 4    | 5    |
| 28   | 6    | 7    | 8    | 9    | 10   | 11   | 12   |
| 29   | 13   | 14   | 15   | 16   | 17   | 18   | 19   |
| 30   | 20   | 21   | 22   | 23   | 24   | 25   | 26   |
| 31   | 27   | 28   | 29   | 30   | 31   |      |      |

| August | August | August | August | August | August | August | August |
| Kw     | Mo     | Di     | Mi     | Do     | Fr     | Sa     | So     |
| ------ | ------ | ------ | ------ | ------ | ------ | ------ | ------ |
| 31     |        |        |        |        |        | 1      | 2      |
| 32     | 3      | 4      | 5      | 6      | 7      | 8      | 9      |
| 33     | 10     | 11     | 12     | 13     | 14     | 15     | 16     |
| 34     | 17     | 18     | 19     | 20     | 21     | 22     | 23     |
| 35     | 24     | 25     | 26     | 27     | 28     | 29     | 30     |
| 36     | 31     |        |        |        |        |        |        |

| September | September | September | September | September | September | September | September |
| Kw        | Mo        | Di        | Mi        | Do        | Fr        | Sa        | So        |
| --------- | --------- | --------- | --------- | --------- | --------- | --------- | --------- |
| 36        |           | 1         | 2         | 3         | 4         | 5         | 6         |
| 37        | 7         | 8         | 9         | 10        | 11        | 12        | 13        |
| 38        | 14        | 15        | 16        | 17        | 18        | 19        | 20        |
| 39        | 21        | 22        | 23        | 24        | 25        | 26        | 27        |
| 40        | 28        | 29        | 30        |           |           |           |           |

| Oktober | Oktober | Oktober | Oktober | Oktober | Oktober | Oktober | Oktober |
| Kw      | Mo      | Di      | Mi      | Do      | Fr      | Sa      | So      |
| ------- | ------- | ------- | ------- | ------- | ------- | ------- | ------- |
| 40      |         |         |         | 1       | 2       | 3       | 4       |
| 41      | 5       | 6       | 7       | 8       | 9       | 10      | 11      |
| 42      | 12      | 13      | 14      | 15      | 16      | 17      | 18      |
| 43      | 19      | 20      | 21      | 22      | 23      | 24      | 25      |
| 44      | 26      | 27      | 28      | 29      | 30      | 31      |         |

| November | November | November | November | November | November | November | November |
| Kw       | Mo       | Di       | Mi       | Do       | Fr       | Sa       | So       |
| -------- | -------- | -------- | -------- | -------- | -------- | -------- | -------- |
| 44       |          |          |          |          |          |          | 1        |
| 45       | 2        | 3        | 4        | 5        | 6        | 7        | 8        |
| 46       | 9        | 10       | 11       | 12       | 13       | 14       | 15       |
| 47       | 16       | 17       | 18       | 19       | 20       | 21       | 22       |
| 48       | 23       | 24       | 25       | 26       | 27       | 28       | 29       |
| 49       | 30       |          |          |          |          |          |          |

| Dezember | Dezember | Dezember | Dezember | Dezember | Dezember | Dezember | Dezember |
| Kw       | Mo       | Di       | Mi       | Do       | Fr       | Sa       | So       |
| -------- | -------- | -------- | -------- | -------- | -------- | -------- | -------- |
| 49       |          | 1        | 2        | 3        | 4        | 5        | 6        |
| 50       | 7        | 8        | 9        | 10       | 11       | 12       | 13       |
| 51       | 14       | 15       | 16       | 17       | 18       | 19       | 20       |
| 52       | 21       | 22       | 23       | 24       | 25       | 26       | 27       |
| 53       | 28       | 29       | 30       | 31       |          |          |          |

| Januar | Januar | Januar | Januar | Januar | Januar | Januar | Januar |
| Kw     | Mo     | Di     | Mi     | Do     | Fr     | Sa     | So     |
| ------ | ------ | ------ | ------ | ------ | ------ | ------ | ------ |
| 1      |        |        | 1      | 2      | 3      | 4      | 5      |
| 2      | 6      | 7      | 8      | 9      | 10     | 11     | 12     |
| 3      | 13     | 14     | 15     | 16     | 17     | 18     | 19     |
| 4      | 20     | 21     | 22     | 23     | 24     | 25     | 26     |
| 5      | 27     | 28     | 29     | 30     | 31     |        |        |

| Februar | Februar | Februar | Februar | Februar | Februar | Februar | Februar |
| Kw      | Mo      | Di      | Mi      | Do      | Fr      | Sa      | So      |
| ------- | ------- | ------- | ------- | ------- | ------- | ------- | ------- |
| 5       |         |         |         |         |         | 1       | 2       |
| 6       | 3       | 4       | 5       | 6       | 7       | 8       | 9       |
| 7       | 10      | 11      | 12      | 13      | 14      | 15      | 16      |
| 8       | 17      | 18      | 19      | 20      | 21      | 22      | 23      |
| 9       | 24      | 25      | 26      | 27      | 28      | 29      |         |

| März | März | März | März | März | März | März | März |
| Kw   | Mo   | Di   | Mi   | Do   | Fr   | Sa   | So   |
| ---- | ---- | ---- | ---- | ---- | ---- | ---- | ---- |
| 9    |      |      |      |      |      |      | 1    |
| 10   | 2    | 3    | 4    | 5    | 6    | 7    | 8    |
| 11   | 9    | 10   | 11   | 12   | 13   | 14   | 15   |
| 12   | 16   | 17   | 18   | 19   | 20   | 21   | 22   |
| 13   | 23   | 24   | 25   | 26   | 27   | 28   | 29   |
| 14   | 30   | 31   |      |      |      |      |      |

| April | April | April | April | April | April | April | April |
| Kw    | Mo    | Di    | Mi    | Do    | Fr    | Sa    | So    |
| ----- | ----- | ----- | ----- | ----- | ----- | ----- | ----- |
| 14    |       |       | 1     | 2     | 3     | 4     | 5     |
| 15    | 6     | 7     | 8     | 9     | 10    | 11    | 12    |
| 16    | 13    | 14    | 15    | 16    | 17    | 18    | 19    |
| 17    | 20    | 21    | 22    | 23    | 24    | 25    | 26    |
| 18    | 27    | 28    | 29    | 30    |       |       |       |

| Mai | Mai | Mai | Mai | Mai | Mai | Mai | Mai |
| Kw  | Mo  | Di  | Mi  | Do  | Fr  | Sa  | So  |
| --- | --- | --- | --- | --- | --- | --- | --- |
| 18  |     |     |     |     | 1   | 2   | 3   |
| 19  | 4   | 5   | 6   | 7   | 8   | 9   | 10  |
| 20  | 11  | 12  | 13  | 14  | 15  | 16  | 17  |
| 21  | 18  | 19  | 20  | 21  | 22  | 23  | 24  |
| 22  | 25  | 26  | 27  | 28  | 29  | 30  | 31  |

| Juni | Juni | Juni | Juni | Juni | Juni | Juni | Juni |
| Kw   | Mo   | Di   | Mi   | Do   | Fr   | Sa   | So   |
| ---- | ---- | ---- | ---- | ---- | ---- | ---- | ---- |
| 23   | 1    | 2    | 3    | 4    | 5    | 6    | 7    |
| 24   | 8    | 9    | 10   | 11   | 12   | 13   | 14   |
| 25   | 15   | 16   | 17   | 18   | 19   | 20   | 21   |
| 26   | 22   | 23   | 24   | 25   | 26   | 27   | 28   |
| 27   | 29   | 30   |      |      |      |      |      |

| Juli | Juli | Juli | Juli | Juli | Juli | Juli | Juli |
| Kw   | Mo   | Di   | Mi   | Do   | Fr   | Sa   | So   |
| ---- | ---- | ---- | ---- | ---- | ---- | ---- | ---- |
| 27   |      |      | 1    | 2    | 3    | 4    | 5    |
| 28   | 6    | 7    | 8    | 9    | 10   | 11   | 12   |
| 29   | 13   | 14   | 15   | 16   | 17   | 18   | 19   |
| 30   | 20   | 21   | 22   | 23   | 24   | 25   | 26   |
| 31   | 27   | 28   | 29   | 30   | 31   |      |      |

| August | August | August | August | August | August | August | August |
| Kw     | Mo     | Di     | Mi     | Do     | Fr     | Sa     | So     |
| ------ | ------ | ------ | ------ | ------ | ------ | ------ | ------ |
| 31     |        |        |        |        |        | 1      | 2      |
| 32     | 3      | 4      | 5      | 6      | 7      | 8      | 9      |
| 33     | 10     | 11     | 12     | 13     | 14     | 15     | 16     |
| 34     | 17     | 18     | 19     | 20     | 21     | 22     | 23     |
| 35     | 24     | 25     | 26     | 27     | 28     | 29     | 30     |
| 36     | 31     |        |        |        |        |        |        |

| September | September | September | September | September | September | September | September |
| Kw        | Mo        | Di        | Mi        | Do        | Fr        | Sa        | So        |
| --------- | --------- | --------- | --------- | --------- | --------- | --------- | --------- |
| 36        |           | 1         | 2         | 3         | 4         | 5         | 6         |
| 37        | 7         | 8         | 9         | 10        | 11        | 12        | 13        |
| 38        | 14        | 15        | 16        | 17        | 18        | 19        | 20        |
| 39        | 21        | 22        | 23        | 24        | 25        | 26        | 27        |
| 40        | 28        | 29        | 30        |           |           |           |           |

| Oktober | Oktober | Oktober | Oktober | Oktober | Oktober | Oktober | Oktober |
| Kw      | Mo      | Di      | Mi      | Do      | Fr      | Sa      | So      |
| ------- | ------- | ------- | ------- | ------- | ------- | ------- | ------- |
| 40      |         |         |         | 1       | 2       | 3       | 4       |
| 41      | 5       | 6       | 7       | 8       | 9       | 10      | 11      |
| 42      | 12      | 13      | 14      | 15      | 16      | 17      | 18      |
| 43      | 19      | 20      | 21      | 22      | 23      | 24      | 25      |
| 44      | 26      | 27      | 28      | 29      | 30      | 31      |         |

| November | November | November | November | November | November | November | November |
| Kw       | Mo       | Di       | Mi       | Do       | Fr       | Sa       | So       |
| -------- | -------- | -------- | -------- | -------- | -------- | -------- | -------- |
| 44       |          |          |          |          |          |          | 1        |
| 45       | 2        | 3        | 4        | 5        | 6        | 7        | 8        |
| 46       | 9        | 10       | 11       | 12       | 13       | 14       | 15       |
| 47       | 16       | 17       | 18       | 19       | 20       | 21       | 22       |
| 48       | 23       | 24       | 25       | 26       | 27       | 28       | 29       |
| 49       | 30       |          |          |          |          |          |          |

| Dezember | Dezember | Dezember | Dezember | Dezember | Dezember | Dezember | Dezember |
| Kw       | Mo       | Di       | Mi       | Do       | Fr       | Sa       | So       |
| -------- | -------- | -------- | -------- | -------- | -------- | -------- | -------- |
| 49       |          | 1        | 2        | 3        | 4        | 5        | 6        |
| 50       | 7        | 8        | 9        | 10       | 11       | 12       | 13       |
| 51       | 14       | 15       | 16       | 17       | 18       | 19       | 20       |
| 52       | 21       | 22       | 23       | 24       | 25       | 26       | 27       |
| 53       | 28       | 29       | 30       | 31       |          |          |          |

## Ereignisse

### Politik und Weltgeschehen

#### Österreich-Ungarn

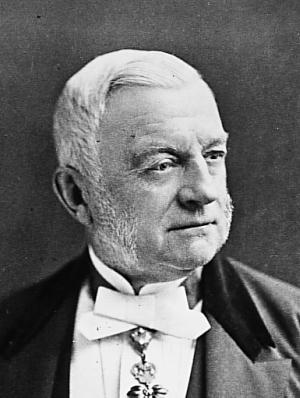
Fürst Karl Wilhelm Philipp von Auersperg

- 25. Mai: Kaiser Franz Joseph I. setzt für Cisleithanien die vom Kabinett unter Ministerpräsident Karl von Auersperg erarbeiteten Maigesetze in Kraft. Damit werden mehrere Bestimmungen des Konkordat von 1855 aufgehoben oder eingeschränkt. Unter anderem wird das Unterrichts- und Erziehungswesen unter die Leitung des Staates gestellt und weltliche Gerichte für die Ehegerichtsbarkeit zuständig gemacht. Außerdem darf jeder ab 14 Jahren sein Religionsbekenntnis frei wählen oder auf ein solches verzichten. Die Maigesetze bilden in Österreich bis heute die Basis der Trennung von Kirche und Staat. Papst Pius IX. verurteilt noch im gleichen Jahr in einem geheimen Konsistorium die Maigesetze als leges abominabiles. In einem Hirtenbrief vom 7. September ruft der Linzer Bischof Franz Joseph Rudigier zum Widerstand gegen die Maigesetze auf.

F. L. Rieger, Lithographie von Eduard Kaiser

- 22. August: In der von František Ladislav Rieger ausgearbeiteten Böhmischen Deklaration artikuliert sich das Verlangen von 82 tschechischen Abgeordneten des Böhmischen Landtags, die böhmische Nation in Österreich-Ungarn und die Länder der böhmischen Krone gegenüber dem österreichischen Staat und Kaiser gerecht zu behandeln.

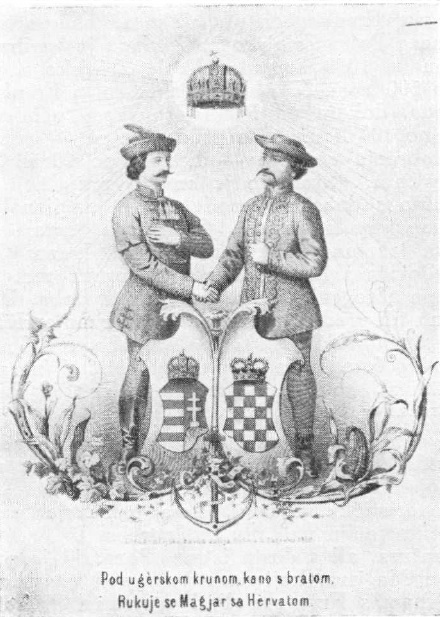
Darstellung der Verbindung zwischen Ungarn und Kroatien unter der ungarischen Stephanskrone (Julije Huhn, um 1860)

- 20. September: Der Ungarisch-Kroatische Ausgleich regelt in der Folge des 1867 abgeschlossenen Österreichisch-Ungarischen Ausgleichs die Autonomie des Königreichs Kroatien und Slawonien innerhalb des ungarischen Reichsteils der k.u.k. Doppelmonarchie.
- 24. September: Karl von Auersperg tritt als Ministerpräsident der österreichischen Reichshälfte zurück. Sein Nachfolger im sogenannten Bürgerministerium wird der bisherige Stellvertreter Eduard Taaffe.
- 14. November: Der Begriff Kaisertum Österreich wird durch die Bezeichnung Österreichisch-Ungarische Monarchie per Handverfügung des Kaisers Franz Joseph I. ersetzt.
- 29. November: Das verabschiedete Nationalitätengesetz in Ungarn führt zu Konflikten mit der kroatischen Minderheit, weil es darin heißt, dass alle Bewohner Ungarns eine einheitliche und unteilbare Nation bilden. Die Kroaten sehen durch diese Magyarisierung den Ungarisch-Kroatischen Ausgleich tangiert.

#### Norddeutscher Bund und Deutscher Zollverein

Die Ergebnisse der Zollparlamentswahl nach Wahlkreisen; mitabgebildet sind die Wahlergebnisse im Norddeutschen Bund, wo schon im Vorjahr gewählt wurde

- Februar/März: Bei der Zollparlamentswahl 1868 werden in Bayern, Württemberg und Baden sowie im Südteil des Großherzogtums Hessen an verschiedenen Tagen 85 süddeutsche Abgeordnete für das Zollparlament des Deutschen Zollvereins gewählt. Die Länder des Norddeutschen Bundes haben bereits im Vorjahr gewählt. Insgesamt umfasst das Zollparlament damit 382 Abgeordnete. Insgesamt siegen bei der Wahl in Süddeutschland die Gegner einer kleindeutschen Lösung unter preußischer Führung. Insbesondere in Bayern und Württemberg zeigt sich diese Tendenz. In Baden und in Hessen siegen hingegen die preußenfreundlichen Nationalliberalen. Die wichtigste politische Konsequenz der Wahl ist, dass im Zollparlament die Gegner der Politik Otto von Bismarcks nun über eine Mehrheit verfügen.
- 4. Mai/1. Juli: Durch das Gesetz über die Aufhebung der polizeilichen Beschränkungen der Eheschließung vom 4. Mai, das am 1. Juli in Kraft tritt[1], wird die grundsätzliche Eheschließungsfreiheit eingeführt. Vorher war eine Heiratserlaubnis erforderlich.
- 31. Mai: Die Schuldhaft wird abgeschafft.[2]
- 13. Juli: Das Gesetz, betreffend den Betrieb der stehenden Gewerbe[3] wird bekanntgemacht. Dadurch entfiel das Recht der Zünfte, jemand vom Gewerbe auszuschließen; allerdings ergab sich aus § 5, dass bestehende polizeiliche Beschränkungen in Kraft blieben (siehe auch Gewerbefreiheit).

Wappen der Provinz Hessen-Nassau

- 7. Dezember: Die im Deutschen Krieg annektierten Gebiete Kurfürstentum Hessen, Herzogtum Nassau und die Freie Stadt Frankfurt werden zur preußischen Provinz Hessen-Nassau zusammengefasst. Provinzhauptstadt wird die vorherige Residenzstadt Kassel.

#### Spanien
- 23. April: Nach dem Tod von Ramón María Narváez wird der bei allen Parteien unbeliebte Luis González Bravo zum neuen Ministerpräsidenten ernannt.

Francisco Serrano y Domínguez

- Anfang Juli: Die spanische Regierung deckt eine Offiziersverschwörung in der Armee auf, die die spanische Königin Isabella II. stürzen und Antoine d’Orléans, duc de Montpensier auf den Thron bringen soll. Der Herzog wird aus Spanien ausgewiesen, beteiligte Generäle wie Francisco Serrano Domínguez, ein ehemaliger Liebhaber der Königin, auf die Kanarischen Inseln verbannt.
- 17. September: Unter der Führung von Admiral Juan Bautista Topete beginnt in Cádiz ein Pronunciamiento (Putsch) gegen die spanische Regierung, das sich in den Folgentagen auf die Provinz ausweitet. Auch die Generäle Juan Prim und Francisco Serrano Domínguez schließen sich dem Aufstand an. Unter dem Vorsitz Topetes formt sich eine paritätisch besetzte Junta aus Mitgliedern der Unión Liberal, der Progressistischen und der Demokratischen Partei.
- Juan Prim zieht mit seinen Truppen die Mittelmeerküste hinauf und gewinnt die Städte Málaga (23.9.), Almería (25.9.), Cartagena (26.9.), und Valencia (2.10.) für die Aufständischen, bevor er am 3. Oktober mit großem Auflauf in Barcelona empfangen wird.
- 18. September: Luis González Bravo tritt zurück und geht am nächsten Tag ins Exil nach Biarritz. Als Ministerpräsident folgt ihm José Gutiérrez de la Concha, der sich allerdings nur bis zum 29. September im Amt halten kann.

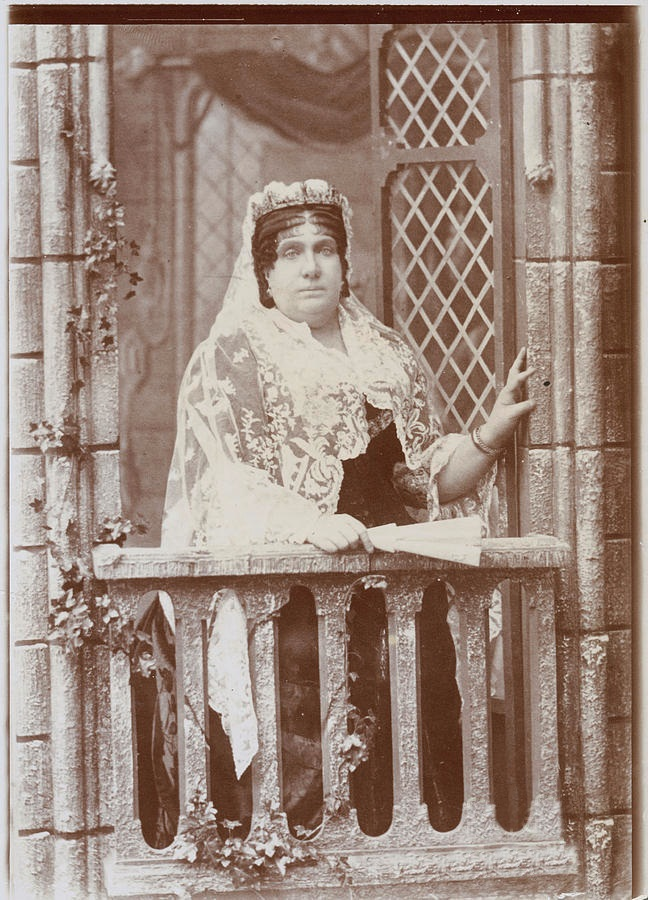
Isabella im Exil in Paris

- 28. September: Wegen der Niederlage royalistischer Truppen in der Schlacht bei Alcolea gegenüber aufständischen Truppen unter dem Befehl General Serranos flüchtet Isabella II. ins Exil nach Frankreich. Es beginnt das sogenannte Sexenio Revolucionario.
- 8. Oktober: Francisco Serrano bildet eine provisorische Regierung mit Juan Prim als Kriegsminister, Juan Topete als Marineminister und dem gerade aus dem französischen Exil zurückgekehrten Práxedes Mateo Sagasta als Innenminister. Es beginnt eine dreijährige Suche nach einem neuen König. Die provisorische Regierung unter Serrano strebt die Errichtung einer gemäßigten Monarchie an. Sie übergeht die Forderungen der Juntas nach sozialen Reformen größtenteils. Deshalb kommt es zu einem Zuspruch der Massen für die Republikaner. Bei den Gemeindewahlen im Dezember gibt es eine Reihe von republikanischen Wahlsiegen.

#### Weitere Ereignisse in Europa
- 1. Januar: Jakob Dubs wird zum zweiten Mal Bundespräsident der Schweiz.
- 11. Juni: Im Osmanischen Reich wird die Hilfsorganisation für verwundete und kranke Soldaten gebildet, aus der später der Türkische Rote Halbmond hervorgeht.
- 24. Juli: In der Schweiz entsteht in der Frauenbewegung die erste internationale Frauenrechtsorganisation. Die Genferin Marie Goegg-Pouchoulin gründet die Association internationale des femmes.
- 11. Dezember: Die Petersburger Erklärung wird auf Initiative des russischen Zaren Alexander II. von 20 Staaten unterzeichnet. Sie verbietet den Gebrauch kleiner Sprenggranaten im Krieg. Damit kommt es erstmals in der Militär- und Rechtsgeschichte zu einer vertraglich festgelegten Beschränkung bei der Wahl der Mittel zur Kriegführung.
- Napoleon III. bemüht sich, mit dem Dreibundplan, ein Bündnis von Österreich-Ungarn, Frankreich und Italien herzustellen.
- In Manchester findet der erste Trades Union Congress statt.

#### Äthiopien

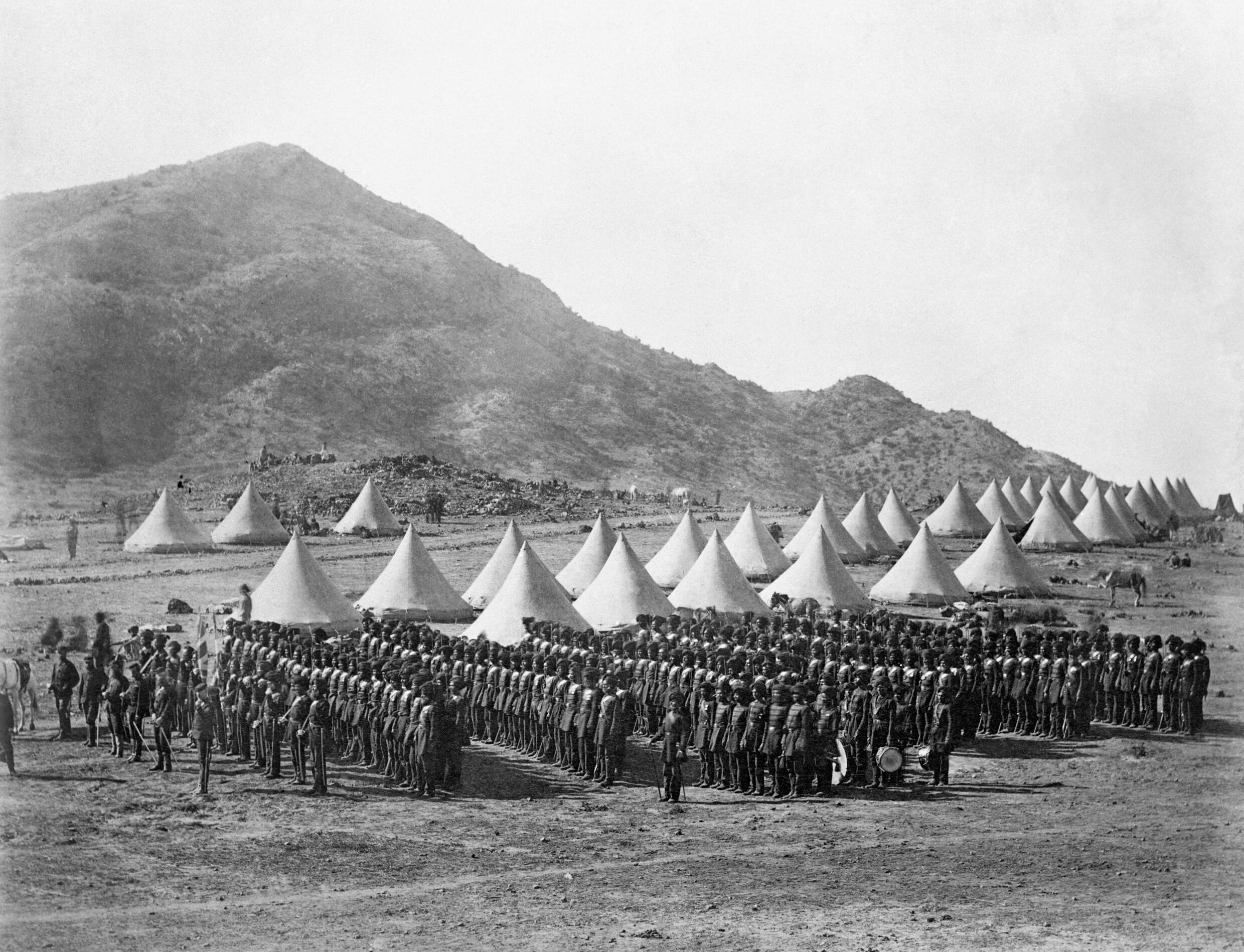
Truppen der British Indian Army im Lager, 1868

- 2. Januar: Generalleutnant Robert Napier trifft mit seinem Adjutanten Frederic Thesiger bei Zula am Roten Meer ein und übernimmt den Befehl über die British Indian Army. Diese hat im Vorjahr von Königin Victoria den Auftrag zur Befreiung zweier britischer Regierungsvertreter und mehrerer Missionare erhalten, die von Kaiser Theodor II. von Äthiopien als Geiseln gefangengehalten werden. Die Streitmacht besteht aus 13.000 britischen und indischen Soldaten, 26.000 Zivilpersonen und mehr als 40.000 Tieren, darunter 44 abgerichtete Elefanten.
- Napiers Armee benötigt drei Monate, um die 400 Meilen durchs Gebirge zum Fuß der Kaiserfestung in Magdala im äthiopischen Hochland zurückzulegen. In Antalo verhandelt Napier mit Ras Kassai, dem Fürsten von Tigray, der ihm Unterstützung zusichert.
- 17. März: Die Armee erreicht den Ashangisee, 100 Meilen von ihrem Ziel entfernt. Um ihr Gepäck weiter zu verringern, werden die Männer dort auf halbe Rationen gesetzt.

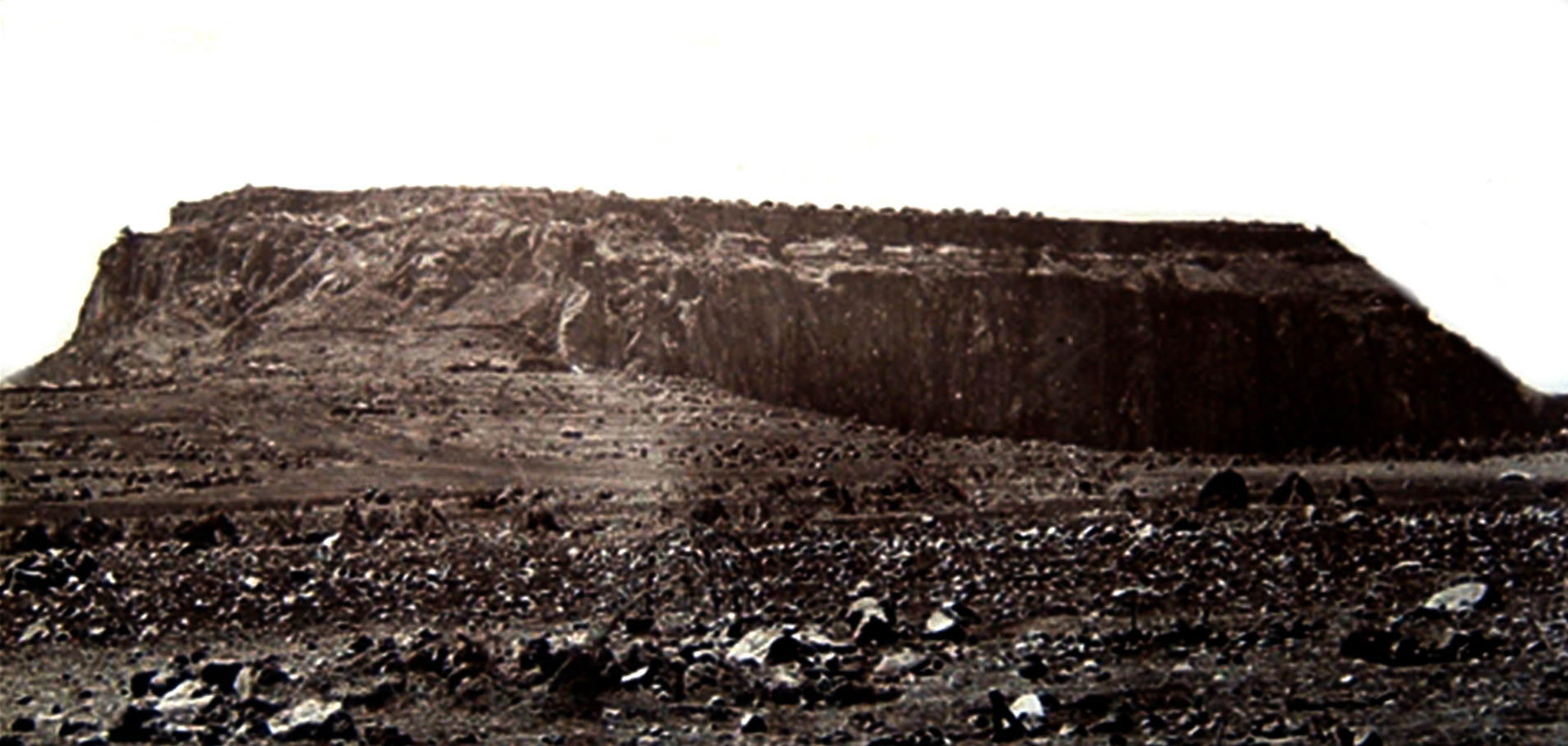
Magdala kurz vor seiner Zerstörung im April 1868

- 10. April: Der letzte Versuch Theodors II., die von Britisch-Indien aus in Marsch gesetzte britische Strafexpedition abzuwehren, scheitert mit seiner Niederlage in der Schlacht bei Aroge. Während auf britischer Seite niemand getötet wird, fallen von Theodors Männern in nur zwei Stunden mehr als 700 und weitere 1.200 werden verwundet.

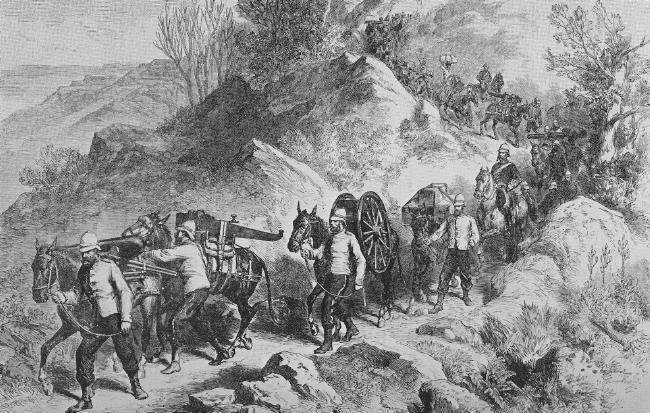
Die britischen Truppen auf ihrem Rückmarsch nach Zula.

- 13. April: Mit der Einnahme Magdalas und dem Suizid Theodors II. endet die britische Strafexpedition in Äthiopien. Die Soldaten erhalten das Recht, die Festung zu plündern und im Anschluss niederzubrennen. Danach zieht die Armee nach Zula zurück, wo sie am 2. Juni eintrifft. Die britische Expedition nimmt zahlreiche Schätze, Manuskripte und Reliquien wie Tabots mit, welche sich heute in verschiedenen europäischen Museen und Bibliotheken sowie bei privaten Sammlern befinden. Die Manuskripte entfachen Interesse an äthiopischen Studien im Westen.

#### Südliches Afrika

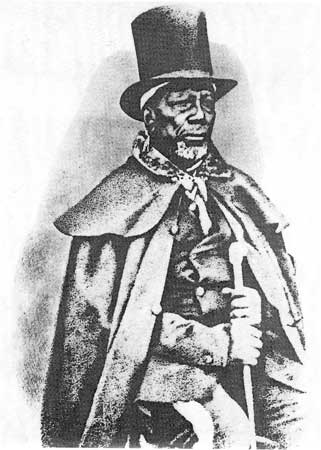
Moshoeshoe I.

- 12. März: Basutoland wird britische Kronkolonie. König Moshoeshoe I. bleibt Oberhaupt der Basotho und kann sein Land durch den Vertragsabschluss mit den Briten dem Zugriff der Buren des Oranje-Freistaats entziehen, mit denen sein Volk sich seit 1865 im Krieg befindet. Der Seqiti-Krieg endet am 14. März.
- 9. September: Nach dem Tod von Mzilikazi wird sein Sohn Lobengula Herrscher des Matabele-Königreichs auf dem Gebiet des heutigen Simbabwe. Im Gegensatz zu seinem Vater verfolgt er keine kriegerische Politik und kooperiert zunächst mit den Briten und anderen Nachbarn. Während seiner Regierungszeit wird der Hauptort Bulawayo zu einem wichtigen Knotenpunkt für den Handel im südlichen Afrika. Lobengula setzt die Reformen seines Vaters fort und führt fortschrittliche Sozialsysteme ein. Moderne westliche Prinzipien des kommerziellen Handels werden anerkannt. Einzigartig auf dem afrikanischen Kontinent wird ein Kodex individueller, wenngleich auch stark beschränkter Rechte etabliert.

#### Westliches Afrika
Mehrere Stämme der Fanti und benachbarte Stämme gründen im Bereich des heutigen Ghana die Fanti-Konföderation. Anlass ist ein britisch-niederländisches Abkommen, das den Austausch von Forts im Gebiet der Fanti vorsieht, der von den Stämmen abgelehnt wird.

#### Arabische Halbinsel
- Katar wird britisches Protektorat, nachdem es im Vorjahr zu schweren Kämpfen mit dem schon unter britischer Herrschaft stehenden Bahrain gekommen ist.
- Azzan ibn Qais aus einer Seitenlinie der Said-Dynastie erobert Maskat und stürzt seinen Cousin Salim ibn Thuwaini als Sultan von Oman. Als erster Sultan seit 1783 lässt er sich auch zum Imam der Ibaditen wählen. Trotzdem gelingt es ihm nicht, seine Herrschaft zu stabilisieren.

#### Japan
- 3. Januar: Der Meiji-Tennō erklärt die Wiederherstellung der alten kaiserlichen Macht in Japan. Mit der Entmachtung Tokugawa Yoshinobus endet die 700 Jahre währende Herrschaft der Shōgune in Japan und es beginnt die Meiji-Restauration. Gleichzeitig wird das Ritual des Seppuku offiziell verboten.

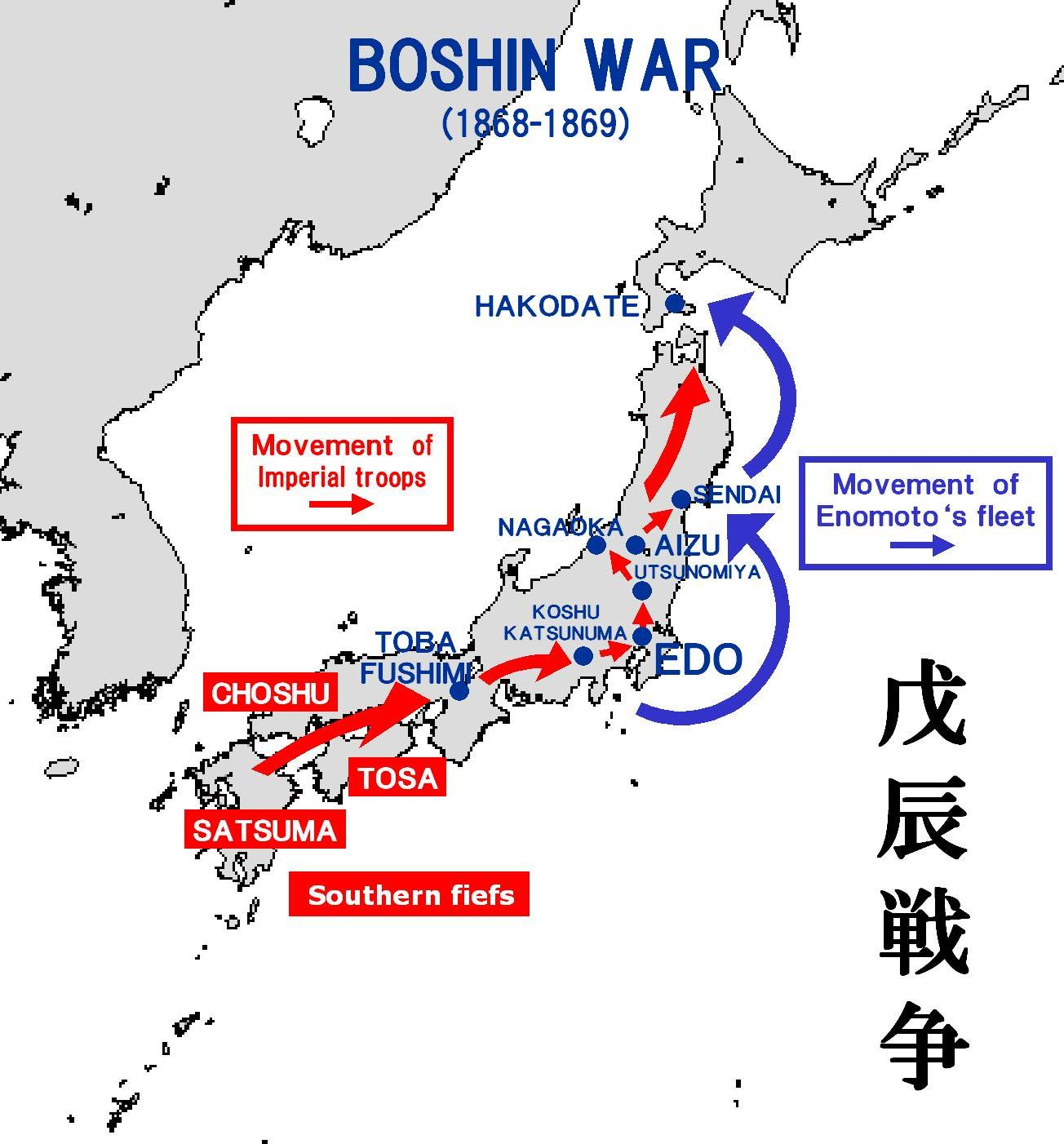
Verlauf des Boshin-Krieges

- Januar: Der Boshin-Krieg zwischen Anhängern des (schon 1867 formell zurückgetretenen) Shōguns Tokugawa Yoshinobu und den Reformtruppen der Meiji-Restauration beginnt.
- 27. bis 31. Januar: Die Schlacht von Toba-Fushimi endet nach viertägigen Kampfhandlungen mit einer vollständigen Niederlage der Shogunatstruppen. Saigō Takamori führt nun die siegreichen kaiserlichen Truppen ohne auf nennenswerten Widerstand zu treffen zunächst nach Edo, das sie Anfang April erreichen. Nach Verhandlungen am 5. und 6. April, die auf der Tokugawa-Seite von Katsu Kaishū geführt werden, wird Edo am 3. Mai kampflos übergeben. Eine Truppe aus Shōgun-Anhängern versucht den Kan’ei-Tempel auf dem Ueno-Hügel, das Ausweichquartier des Shōguns, zu sichern, wird aber am 4. Juli von der neuen Armee unter Leitung von Ōmura Masajirō vollständig besiegt.
- In Nordjapan leisten eine Reihe von verbündeten Tokugawa-treuen Daimyō noch monatelang Widerstand, vor allem der von Matsudaira Katamori geführte Aizu-Wakamatsu-Han. Schließlich kapituliert auch er am 23. September.

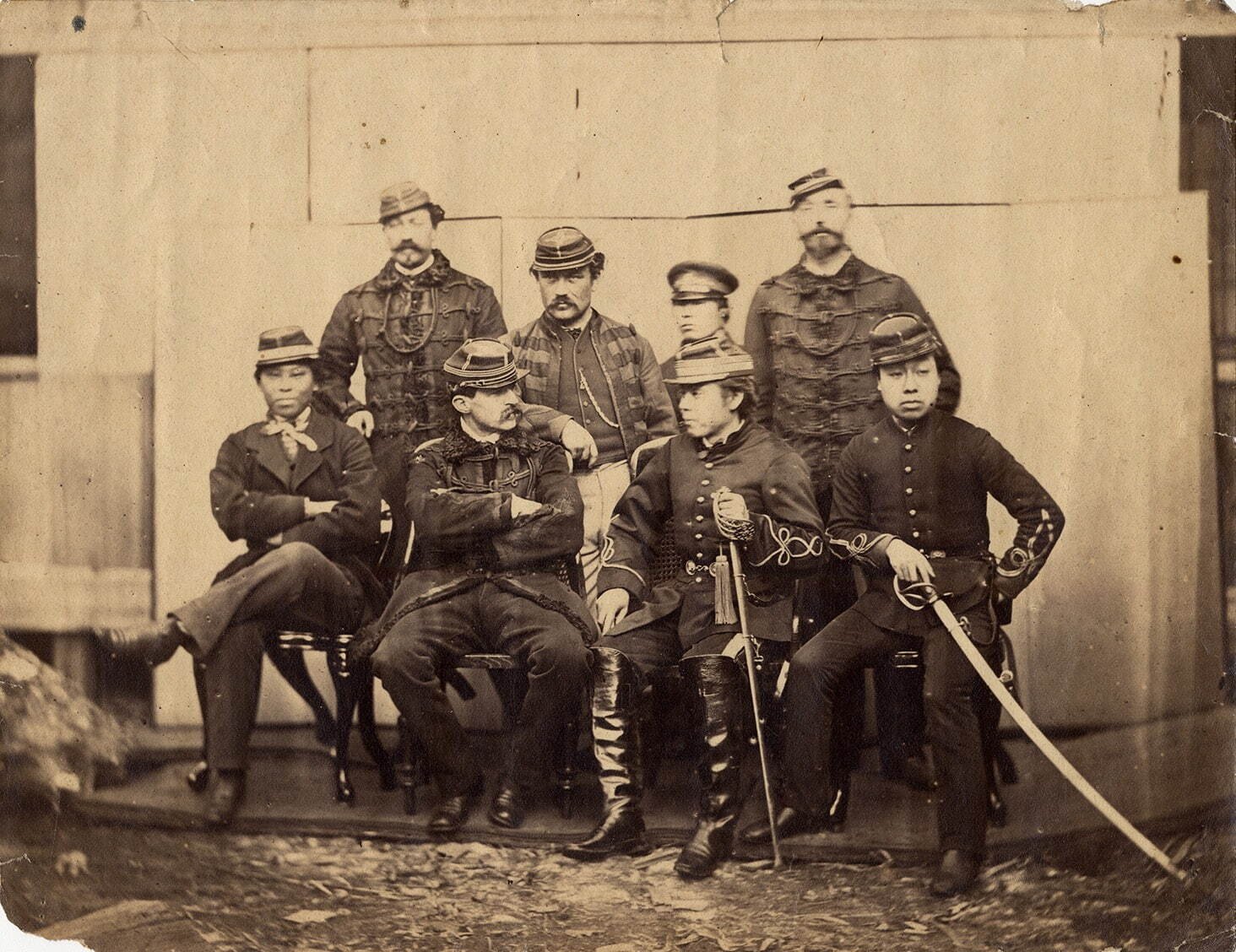
Die französischen Militärberater und ihre japanischen Alliierten. Vordere Reihe, zweiter von links: Jules Brunet, daneben Matsudaira Tarō, Vizepräsident der Republik Ezo.

- Der in Holland ausgebildete Marineoffizier Enomoto Takeaki flieht mit der Kaiyōmaru und sieben weiteren Schiffen des Bakufu und einigen französischen Beratern, unter ihnen Jules Brunet, nach Hokkaidō und errichtet dort am 25. Dezember die Republik Ezo nach dem Vorbild der Vereinigten Staaten. Die Republik versucht jedoch vergeblich, internationale Anerkennung zu erlangen.
- Tokio (vormals Edo) wird japanische Hauptstadt.

#### Thailand

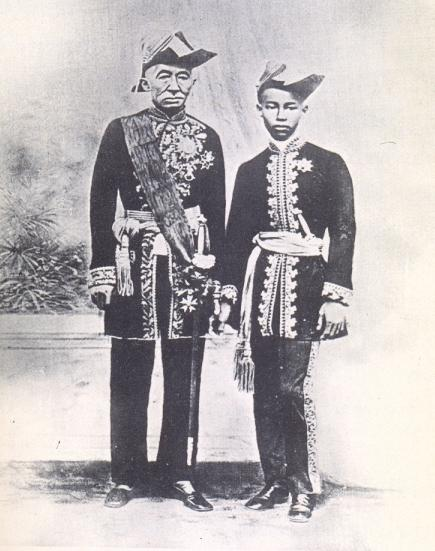
Prinz Chulalongkorn mit seinem Vater König Mongkut

König Mongkut von Siam fällt seiner Liebe zur Astronomie zum Opfer. Nachdem er die Sonnenfinsternis vom 18. August 1868 korrekt vorausberechnet hat, lässt er in der Bahn des Kernschattens bei Prachuap Khiri Khan einen Beobachtungsstand errichten und lädt viele Wissenschaftler und Würdenträger ein. Der Platz liegt jedoch in einem Sumpfgebiet voller Moskitos und der König infiziert sich mit Malaria, woran er am 18. Oktober stirbt.
Mongkuts ältester Sohn, der erst 15-jährige Chulalongkorn, besteigt am 11. November den Thron Siams, nachdem ihn der Große Rat auf Betreiben von Kalahom Chaophraya Si Suriyawong gewählt hat. Si Suriyawong übernimmt die Regentschaft für den Minderjährigen.

#### Weitere Ereignisse in Asien
- Mai: Ernst Oppert fällt mit einer Truppe von Abenteurern in Korea ein und versucht, königliche Gräber auszugraben und zu berauben. Prinzregent Heungseon Daewongun sieht sich in seiner Isolationismuspolitik bestätigt und intensiviert nach Opperts Vertreibung auch wieder die Christenverfolgungen im Land.
- Juli: Der Burlingame Treaty zwischen den Vereinigten Staaten und China wird unterzeichnet. Er ergänzt den zehn Jahre alten Vertrag von Tianjin und schafft die formale Grundlage für die Aufnahme freundschaftlicher Beziehungen zwischen den beiden Ländern. Die Vereinigten Staaten gewähren China mit dem Vertrag den Status eines bevorzugten Außenhandelspartners im Sinne des „Meistbegünstigungsprinzips“. Außerdem wird der Export billiger Arbeitskräfte (Kulihandel) in die USA ermöglicht.
- 16. Oktober: Dänemark gibt seinen Anspruch auf die indischen Nikobaren durch königliche Resolution auf. Danach sind die Nikobaren kein dänisches Hoheitsgebiet mehr.

#### Vereinigte Staaten

##### Wahlen und Verfassung

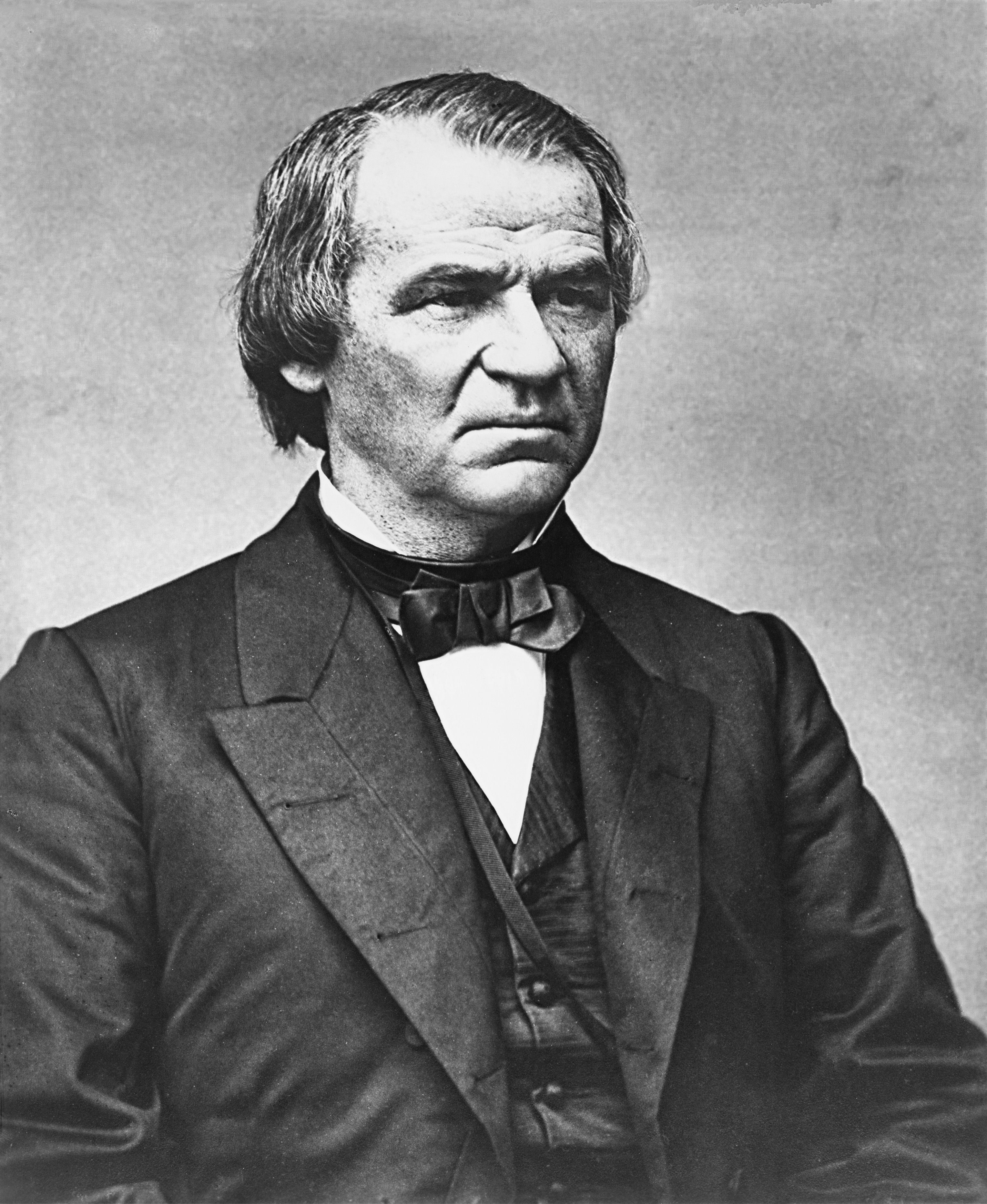
Andrew Johnson

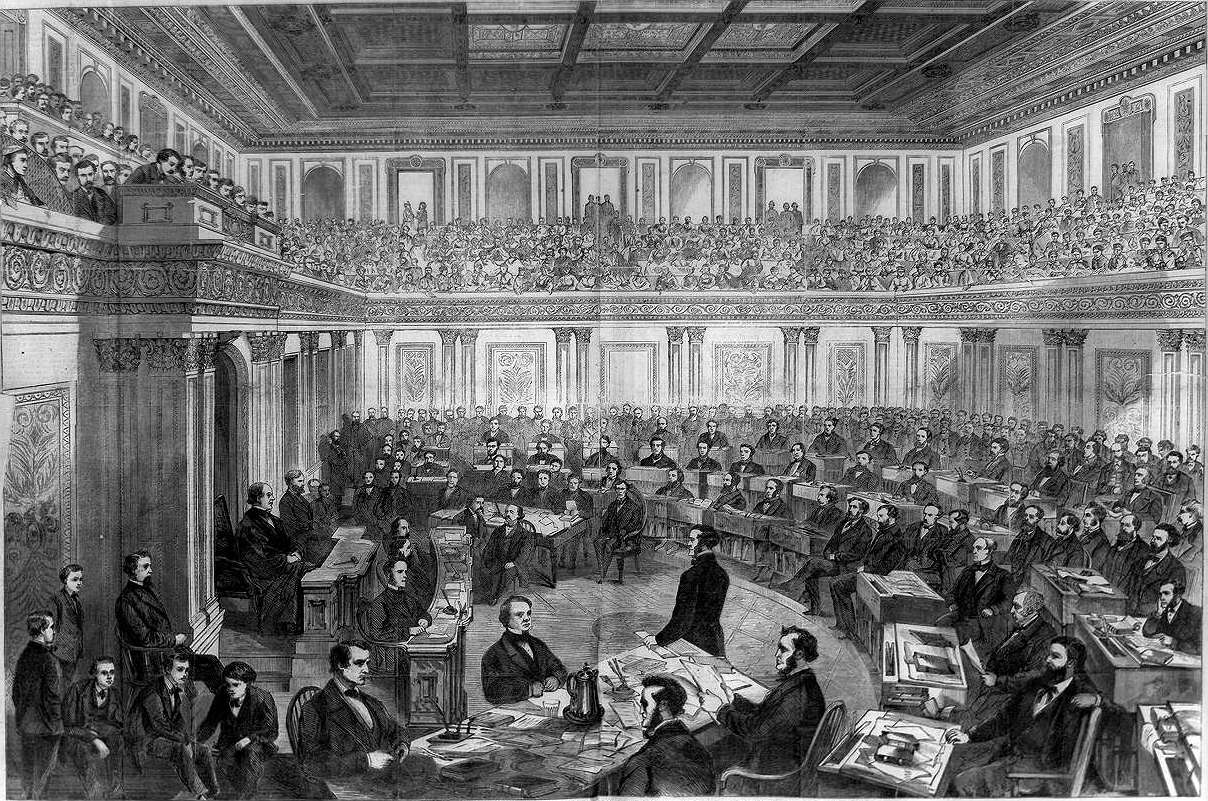
Der US-Senat während des Amtsenthebungsverfahrens

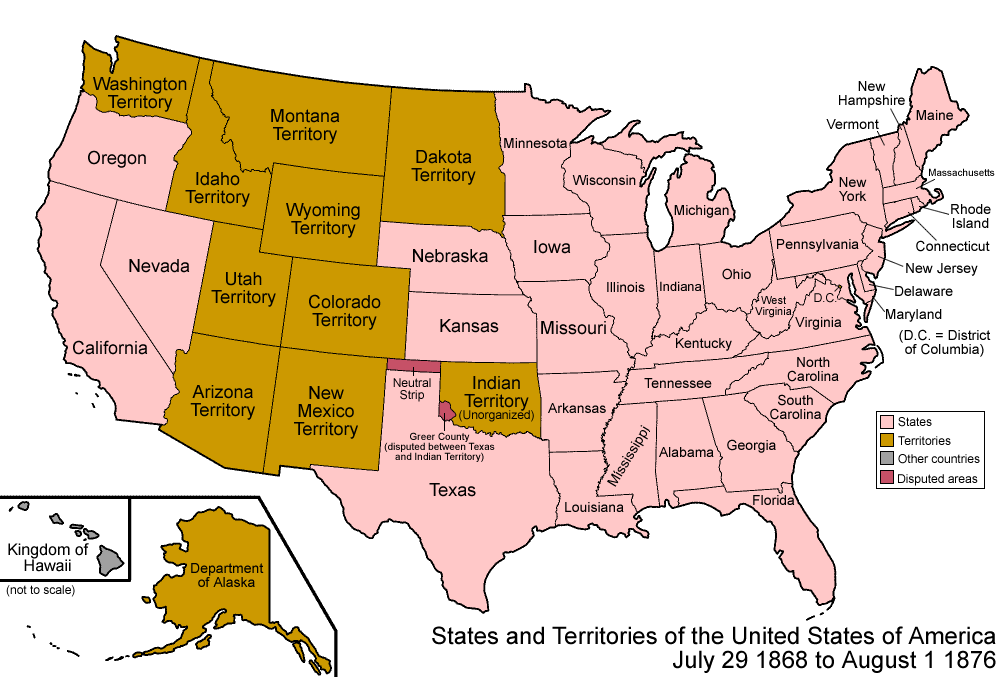
Vereinigte Staaten 1868

- 24. Februar: Das US-Repräsentantenhaus beschließt mit 128 gegen 47 Stimmen gegen Präsident Andrew Johnson ein Impeachment einzuleiten. Das erste Amtsenthebungsverfahren in der Geschichte der Vereinigten Staaten scheitert am 16. Mai im US-Senat, weil eine Stimme auf die erforderliche Zweidrittelmehrheit fehlt.
- April: Der Republikaner Henry C. Warmoth wird mit wenigen Stimmen Vorsprung zum Gouverneur von Louisiana gewählt. Er tritt sein Amt am 13. Juli an. Sein Vizegouverneur wird der Afroamerikaner Oscar Dunn. Neuer Senatspräsident wird mit P. B. S. Pinchback ebenfalls ein Afroamerikaner. Warmoths vierjährige Amtszeit gilt als eine der korruptesten in der Geschichte Louisianas. Trotz der afroamerikanischen Amtsträger werden die Rechte der Afroamerikaner in dieser Zeit stark eingeschränkt.
- 20. Mai: Auf der Convention der Republikanischen Partei in Chicago wird Ulysses S. Grant aufgrund seines Ruhms als Kriegsheld im Norden und der Achtung, welche er in den Südstaaten wegen seiner ehrenhaften Behandlung Lees in Appomattox Court House hat, ohne nennenswerte Opposition zum Präsidentschaftskandidaten der Republikaner gewählt.
- 29. Juni: Mit der Unterschrift von Präsident Andrew Johnson wird der erste gesetzlich verbriefte Achtstundentag für Staatsbedienstete in den USA gültig. Bislang war eine tägliche Arbeitszeit von zehn Stunden üblich. Weitere sechs Bundesstaaten folgen diesem Beispiel. Auch wenn dieses Gesetz noch wenig Nachahmung findet, so hat es doch für die Arbeiterbewegung und die Gewerkschaften erhebliche Signalwirkung.

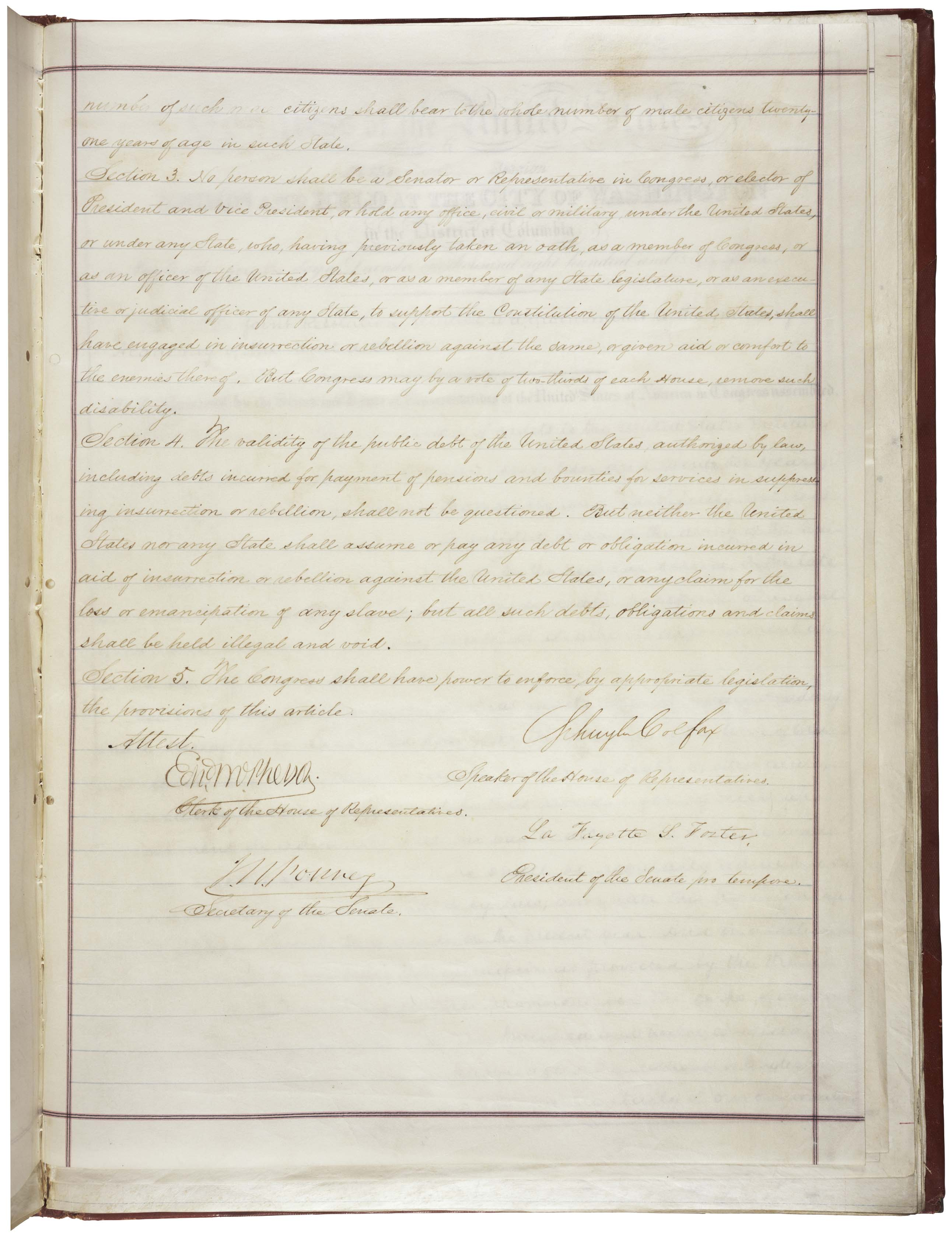
14. Zusatzartikel zur Verfassung der Vereinigten Staaten

- 28. Juli: Der 14. Zusatzartikel zur Verfassung der Vereinigten Staaten wird ratifiziert, der männlichen Afroamerikanern und Indianern unter gewissen Bedingungen das Wahlrecht zugesteht.
- Juli: Die Democratic National Convention wählt statt des regierenden Präsidenten Johnson den New Yorker Gouverneur Horatio Seymour zum Kandidaten für die Präsidentschaftswahl 1868.

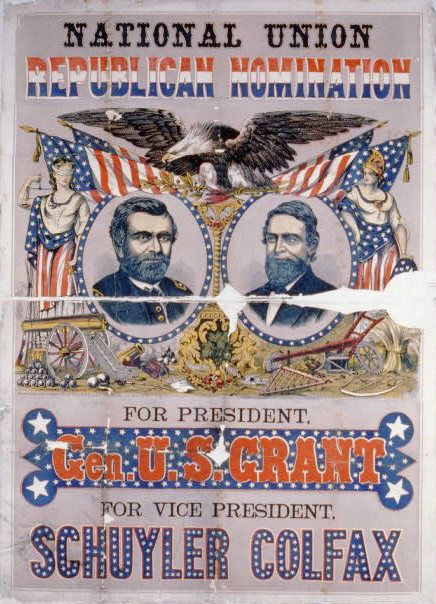
Wahlplakat der Republikaner 1868

- 3. November: General Ulysses S. Grant besiegt mit seinem running mate Schuyler Colfax den Demokraten Horatio Seymour bei der US-Präsidentschaftswahl. Es sind die ersten Wahlen in den Vereinigten Staaten nach dem Sezessionskrieg und während der Reconstruction. Der Wiederbeitritt der ehemaligen Konföderierten Staaten Texas, Mississippi und Virginia zur Union ist noch nicht vollzogen worden. Deshalb können diese drei Staaten nicht an der Präsidentschaftswahl teilnehmen.
- Weihnachten: Präsident Johnson begnadigt mehrere ehemalige Konföderierte, darunter den früheren Südstaaten-Präsidenten Jefferson Davis.

##### Internationale Verträge
- Juli: Der Burlingame Treaty zwischen den USA und China wird unterzeichnet. (siehe oben Asien)

##### Indianerkriege im Westen

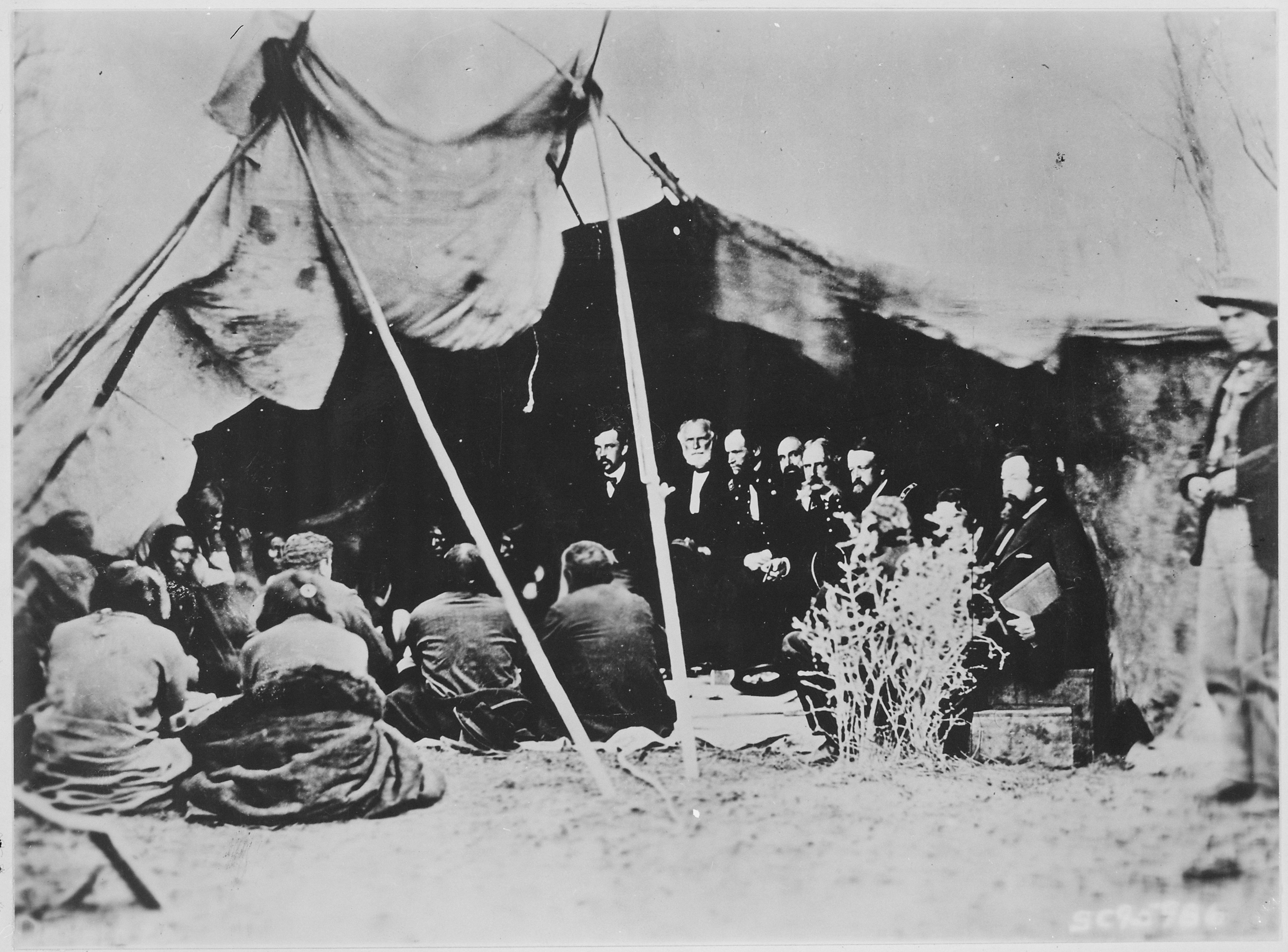
Fort Laramie Vertrag (1868)

- 6. November: Der Vertrag von Fort Laramie 1868 legt das Gebiet des gesamten heutigen US-Bundesstaates South Dakota westlich des Missouri, einschließlich der Black Hills (von der Nordgrenze in Nebraska bis zum 46. Breitengrad und vom Missouri im Osten bis zum 104. Meridian im Westen) als Indianerland zur uneingeschränkten und unbehelligten Nutzung und Besiedlung durch die Great Sioux Nation fest. Die Vereinigten Staaten, die nach dem Sezessionskrieg immer noch große Truppenkontingente im Süden ihres Staatsgebiets gebunden haben, müssen damit beinahe allen Forderungen von Häuptling Red Cloud nach dem Red-Cloud-Krieg entlang dem Bozeman Trail nachgeben.

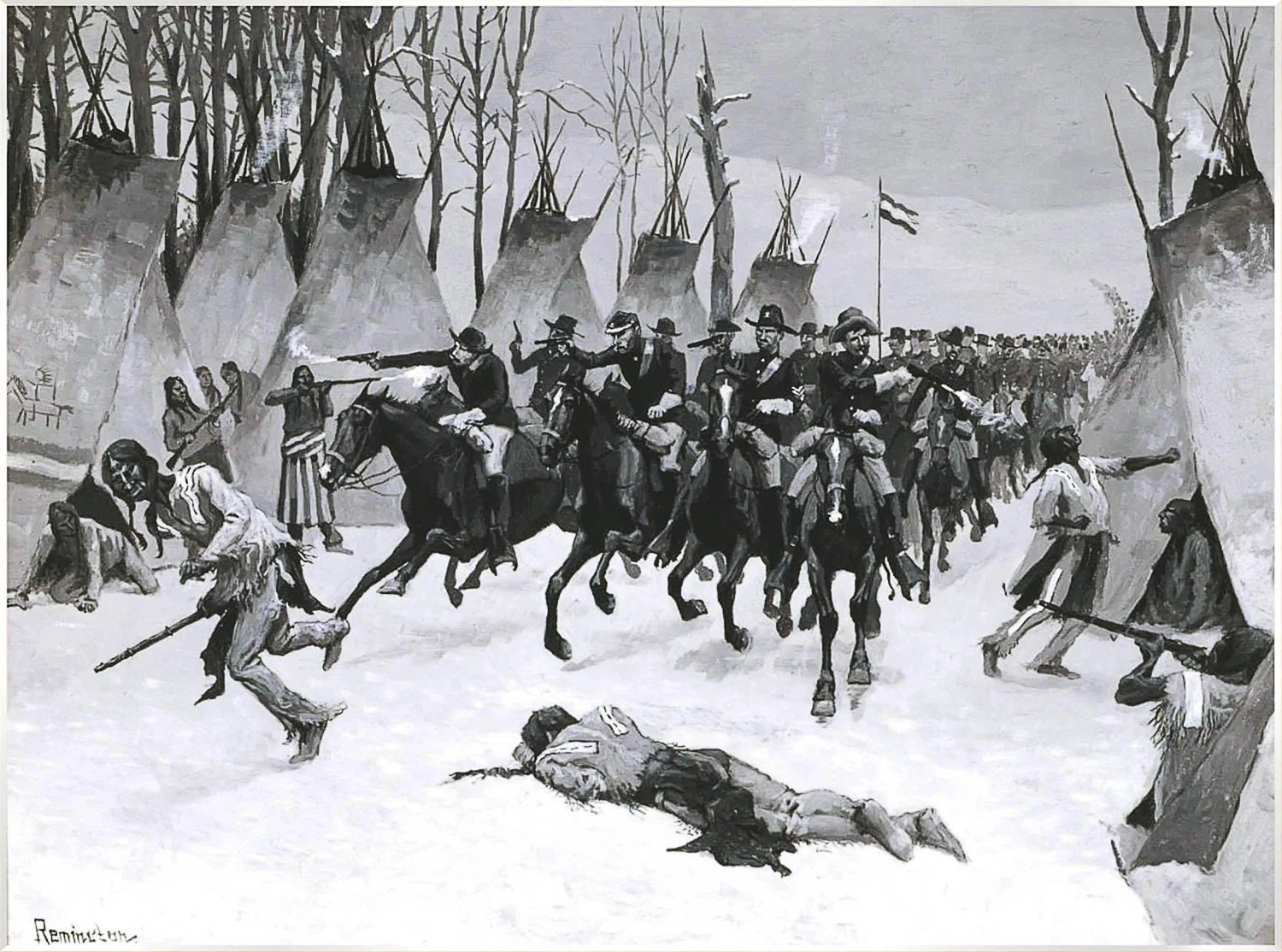
Angriff am Washita, Frederic Remington

- 27. November: Beim Angriff am Washita greift das 7. US-Kavallerieregiment unter George Armstrong Custer im Morgengrauen ein friedliches Dorf der Südlichen Cheyenne unter Häuptling Black Kettle an und tötet innerhalb weniger Minuten mehr als hundert Menschen, überwiegend Frauen und Kinder, die im Schlaf überrascht werden.

#### Karibik
- 22. September: In Puerto Rico kommt es zum Aufstand Grito de Lares, dem Schrei von Lares, gegen die spanische Kolonialherrschaft. Am 17. November verurteilt ein Militärgericht alle Beteiligten wegen Verrats und Volksverhetzung zum Tode, ein Urteil, das aufgrund einer Generalamnestie des neuen Gouverneurs nie ausgeführt wird. Obwohl die Revolte selbst scheitert, hat sie positive Folgen, da die Spanier der Insel größere politische Autonomie gewähren.

Flagge der Widerstandsbewegung, erstmals benutzt während des Schreis von Yara

- 10. Oktober: Auf Kuba beginnt mit dem Kriegsruf von Yara durch Carlos Manuel de Céspedes der Kampf um die Unabhängigkeit von Spanien, ein Zehnjähriger Krieg gegen die Kolonialmacht.
- Nachdem zwei Jahre lang eine Militärjunta im Land geherrscht hat, wird Buenaventura Báez zum vierten Mal zum Präsidenten der Dominikanischen Republik gewählt. Während seiner vierten Amtszeit bemüht er sich erneut vergeblich um die Übernahme des Landes durch die Vereinigten Staaten.

#### Tripel-Allianz-Krieg
- Nachdem es brasilianischen Dampfschiffen im Tripel-Allianz-Krieg gelungen ist, die letzten paraguayischen Flusssperren bei Humaitá zu überwinden, die noch verbliebenen paraguayischen Flussstreitkräfte auszuschalten und am 24. Februar erstmals Asunción zu beschießen, muss sich im Juli desselben Jahres auch die Besatzung der erbittert verteidigten Festung Humaitá dem alliierten Druck beugen und sich ergeben. Der Weg nach Asunción steht für die Alliierten damit endgültig offen. Am 21. Dezember kommt es bei Lomas Valentinas unweit von Asunción zur letzten großen Schlacht des Krieges. Beide Seiten erleiden hohe Verluste; am 27. Dezember ist die paraguayische Streitmacht vernichtet. Der paraguayische Präsident Francisco Solano López, der die Kapitulation ablehnt, muss die Hauptstadt Asunción aufgeben und sich nach Piribebuy im Norden zurückziehen.

#### Weitere Ereignisse in Südamerika
- 19. Februar: Vier Tage nach Ablauf seiner Amtszeit wird der ehemalige uruguayische Präsident Venancio Flores bei einem Attentat getötet. Ein damit einhergehender Aufstand misslingt jedoch, und die Anführer werden noch am selben Tag standrechtlich erschossen.
- 1. März: Lorenzo Batlle y Grau tritt sein Amt als verfassungsmäßig gewählter Präsident von Uruguay an.
- 15. August: Domingo Faustino Sarmiento wird zum Präsidenten Argentiniens gewählt. Er übernimmt das Amt am 12. Oktober von Bartolomé Mitre.

### Wirtschaft

#### Geldwirtschaft
- 19. Oktober: Die Peseta wird in Spanien per Dekret zur künftigen Währung bestimmt. Das Land orientiert sich an der Lateinischen Münzunion.

#### Patente
- 12. Januar: Amariah Hills erhält das erste US-Patent für einen Rollen-Rasenmäher.
- 26. Dezember oder 1869: Pierre Michaux und Louis-Guillaume Perreaux erhalten ein Patent auf das von ihnen entwickelte Michaux-Perreaux Dampfrad, einen Vorläufer des Motorrads.

#### Unternehmensgründungen

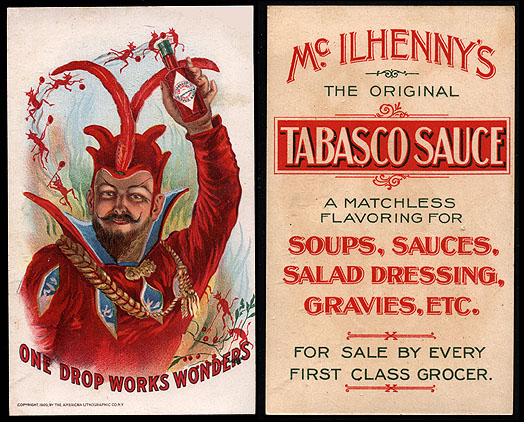
Werbung für McIlhenny’s Tabasco Sauce (um 1900)

- Edmund McIlhenny beginnt in New Orleans nach mehrjährigen Experimenten mit dem Verkauf einer aus Tabasco-Chilis hergestellten Sauce, angeblich in alten Parfümflaschen, was eine tropfenweise Portionierung möglich macht.
- Die Chemiefirma Brüggemann in Heilbronn wird gegründet.
- Die Jutespinnerei Beuel wird gegründet.
- In Steinfurth (Wetteraukreis) wird von Heinrich Schultheis die erste deutsche Rosenbaumschule Deutschlands gegründet.

#### Verkehr und Postwesen
- 1. Januar: Für den Norddeutschen Bund wird der Norddeutsche Postbezirk eingerichtet.
- 1. Juli: In New York City wird die erste Hochbahn der Welt für den Verkehr freigegeben.
- 19. August: Der Bau der Murgtalbahn zwischen Rastatt und Gernsbach beginnt.
- 17. Oktober: In Mannheim wird die „Revidierte Rheinschifffahrtsakte“ unterzeichnet, ein internationaler Vertrag zwischen Baden, Bayern, Frankreich, Hessen, den Niederlanden und Preußen, der den Schiffsverkehr auf dem Rhein regelt.
- Die erste Teilstrecke der von der k.k. privilegierte Kronprinz Rudolf-Bahn AG errichteten Rudolfsbahn wird eröffnet.

### Wissenschaft und Technik

#### Archäologie
Heinrich Schliemann unternimmt ab April seine erste Forschungsreise nach Griechenland. Über Rom und Neapel reist er nach Korfu und sucht nach Spuren der Phaiaken, bei denen Odysseus laut Homer strandete und deren Land Scheria oft mit Korfu gleichgesetzt wurde. Am 28. Juli erreicht er Ithaka und sucht dort neun Tage lang vergeblich nach dem in der Ilias beschriebenen Palast des Odysseus. Erstmals versucht er sich hierbei als Ausgräber und heuert dazu örtliche Hilfskräfte an. Über kurze Aufenthalte in Korinth und Athen gelangt er am 9. August zum ersten Mal in die Troas und stellt intensive Forschungen zur vermutlichen Lage der legendären Stadt des Priamos an. Er teilt nach langen, ausführlichen Ortsbegehungen die Meinung Frank Calverts, dass sich die Burg Troja unter dem Hisarlık verbergen müsse, und beantragt eine Grabungserlaubnis bei der Hohen Pforte. Im September kehrt Schliemann zurück nach Paris, wo er seit 1866 Sprachen, Literatur und Altertumskunde an der Sorbonne studiert, und schreibt dort sein Buch Ithaka, der Peloponnes und Troja.

#### Astronomie
- 25. Februar: Der US-amerikanische Astronom George Mary Searle findet im Sternbild Jungfrau am Nordsternhimmel die Spiralgalaxie NGC 4247.
- 22. März: George Mary Searle findet im Sternbild Bärenhüter die Radiogalaxie NGC 5487.

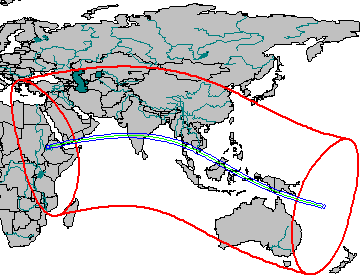
Sonnenfinsternis vom 18. August 1868

- 18. August: Der französische Astronom Jules Janssen entdeckt in Indien während einer Sonnenfinsternis eine einem bisher unbekannten Element zuzuordnende Emissionslinie in der Chromosphäre. Unabhängig von im gelingt auch dem Briten Joseph Norman Lockyer bei Sonnenbeobachtungen diese Entdeckung. Er schlägt vor, das neue Element Helium zu nennen.

##### Liste der 1868 entdeckten Asteroiden
| Nr. und Name  | Durchmesser (km) | Datum der Entdeckung | Entdecker                           |
| ------------- | ---------------- | -------------------- | ----------------------------------- |
| (96) Aegle    | 170,0            | 17. Februar          | Jérôme-Eugène Coggia                |
| (97) Klotho   | 82,8             | 17. Februar          | Ernst Wilhelm Leberecht Tempel      |
| (98) Ianthe   | 104,5            | 18. April            | Christian Heinrich Friedrich Peters |
| (99) Dike     | 69,0             | 28. Mai              | Alphonse Louis Nicolas Borrelly     |
| (100) Hekate  | 88,7             | 11. Juli             | James Craig Watson                  |
| (101) Helena  | 65,8             | 15. August           | James Craig Watson                  |
| (102) Miriam  | 83,0             | 22. August           | Christian Heinrich Friedrich Peters |
| (103) Hera    | 91,2             | 7. September         | James Craig Watson                  |
| (104) Klymene | 123,7            | 13. September        | James Craig Watson                  |
| (105) Artemis | 119,1            | 16. September        | James Craig Watson                  |
| (106) Dione   | 146,6            | 10. Oktober          | James Craig Watson                  |
| (107) Camilla | 222,6            | 17. November         | Norman Robert Pogson                |

#### Polarforschung

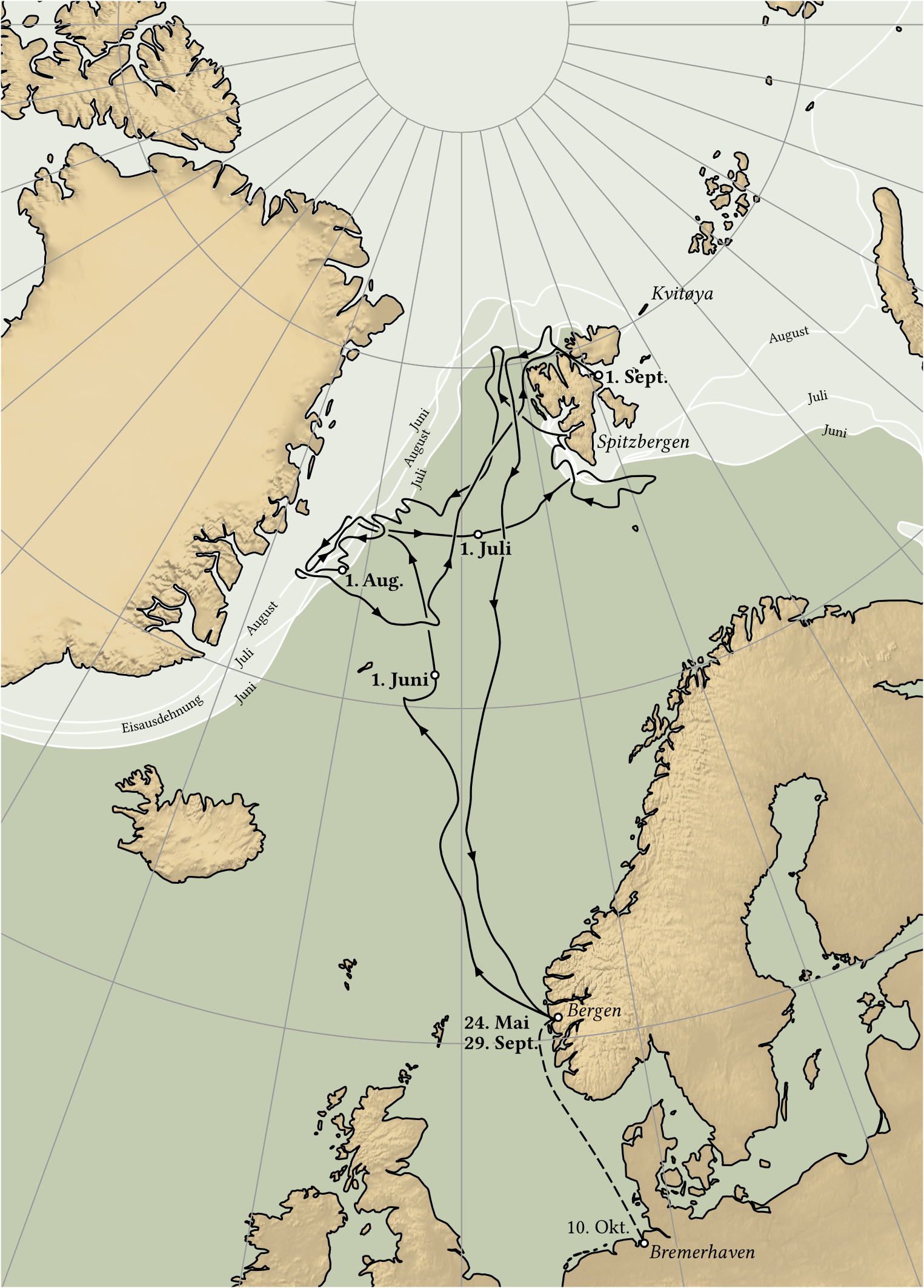
Route der Ersten Deutschen Nordpolar-Expedition

- 24. Mai: Die von August Petermann initiierte Erste Deutsche Nordpolar-Expedition sticht unter der Leitung von Carl Koldewey mit dem Frachtsegler Grönland im norwegischen Bergen in See. Ziel ist, die Küste Grönlands zu erreichen und diese entlang nach Norden zu segeln, um herauszufinden, wie weit sich die Insel nach Norden erstreckt, oder aber um Spitzbergen herum das sogenannte Gillis-Land erreichen. Aufgrund der ungünstigen Eisverhältnisse in diesem Sommer können diese Ziele nicht erreicht werden, doch erreicht die Grönland am 13. September ihre höchste nördliche Breite mit 81° 4′ 30″, die bis heute nördlichste nachgewiesene Position eines Segelschiffs ohne Hilfsantrieb. Die Expedition kehrt am 30. September wohlbehalten und mit umfangreichen meteorologischen, ozeanografischen und erdmagnetischen Daten zurück.

#### Weitere Naturwissenschaften
- 13. August: Ein Erdbeben vor Peru verursacht Flutwellen im Pazifischen Ozean, die am 15. August die Ostküste Neuseelands erreichen. Der seit der Novara-Expedition dort aufhältige Naturforscher Ferdinand von Hochstetter verfasst daraufhin die früheste bekannte wissenschaftliche Beschreibung eines Tsunamiereignisses.
- Bernard Altum veröffentlicht sein Buch Der Vogel und sein Leben, das unter Berücksichtigung der Funktion des Vogelgesangs als erstes eine Theorie zur Revierbildung bei Vögeln und deren Territorialverhalten enthält

#### Lehre und Forschung
- 23. März: Auf dem Gebiet des heutigen Berkeley erfolgt die Gründung der University of California. Erster Präsident wird Henry Durant.
- 6. August: Als Scuola Superiore di Commercio wird die spätere Universität Venedig gegründet.
- König Ludwig II. von Bayern gründet die Technische Universität München als Polytechnikum.

#### Sonstiges

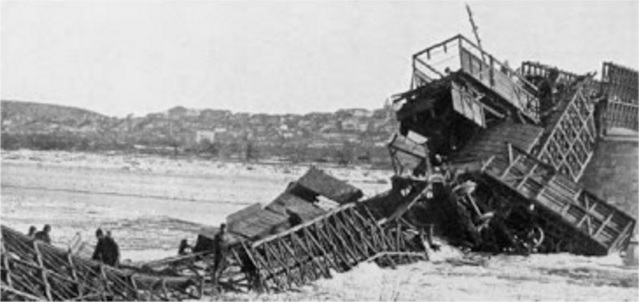
Die eingestürzte Brücke mit 2-achsigen Güterzugwaggons

- 4. März: Der Eisenbahnunfall bei Czernowitz, bei dem eine Person ums Leben kommt, führt über die nächsten 25 Jahre zum Austausch sämtlicher von Rudolf Schifkorn errichteten Brücken.
- Nachdem Kaiser Franz Joseph I. mit Entschließung vom 12. September seine Zustimmung erteilt hat, beginnen die Bauarbeiten zur Wiener Donauregulierung gemäß einem von Wilhelm von Engerth zusammengestellten Exposé. Zuvor ist durch Kommissionsmitglied Florian Pasetti eine Einigung über die Regulierung der Donau 20 Jahre lang verhindert worden.

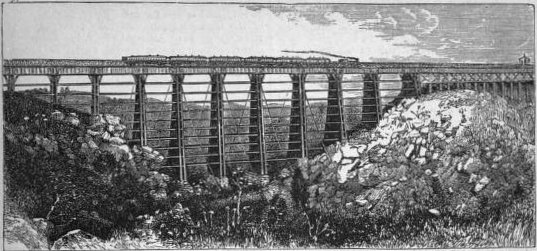
Zeichnung der ersten Dale Creek Bridge aus Holz

- 23. April: Der Bau des Dale Creek Crossing für die erste transkontinentale Bahnstrecke zwischen Omaha und Sacramento ist abgeschlossen.
- 17. August: Die Norddeutsche Maß- und Gewichtsordnung, die das metrische System in Norddeutschland einführt, wird Bundesgesetz. In Kraft tritt sie allerdings erst 1872.
- Der britische Architekt und Ingenieur William Thorold präsentiert vor der British Association for the Advancement of Science ein von ihm entworfenes Einschienenbahnsystem für Eisenbahnen, aus dem später das Ewing-System entwickelt wird.

### Kultur

#### Bildende Kunst
- 25. Juni: Das von Ernst Rietschel entworfene Lutherdenkmal in Worms wird eingeweiht.
- 1. September: Das von August Weber errichtete Künstlerhaus Wien wird eröffnet.

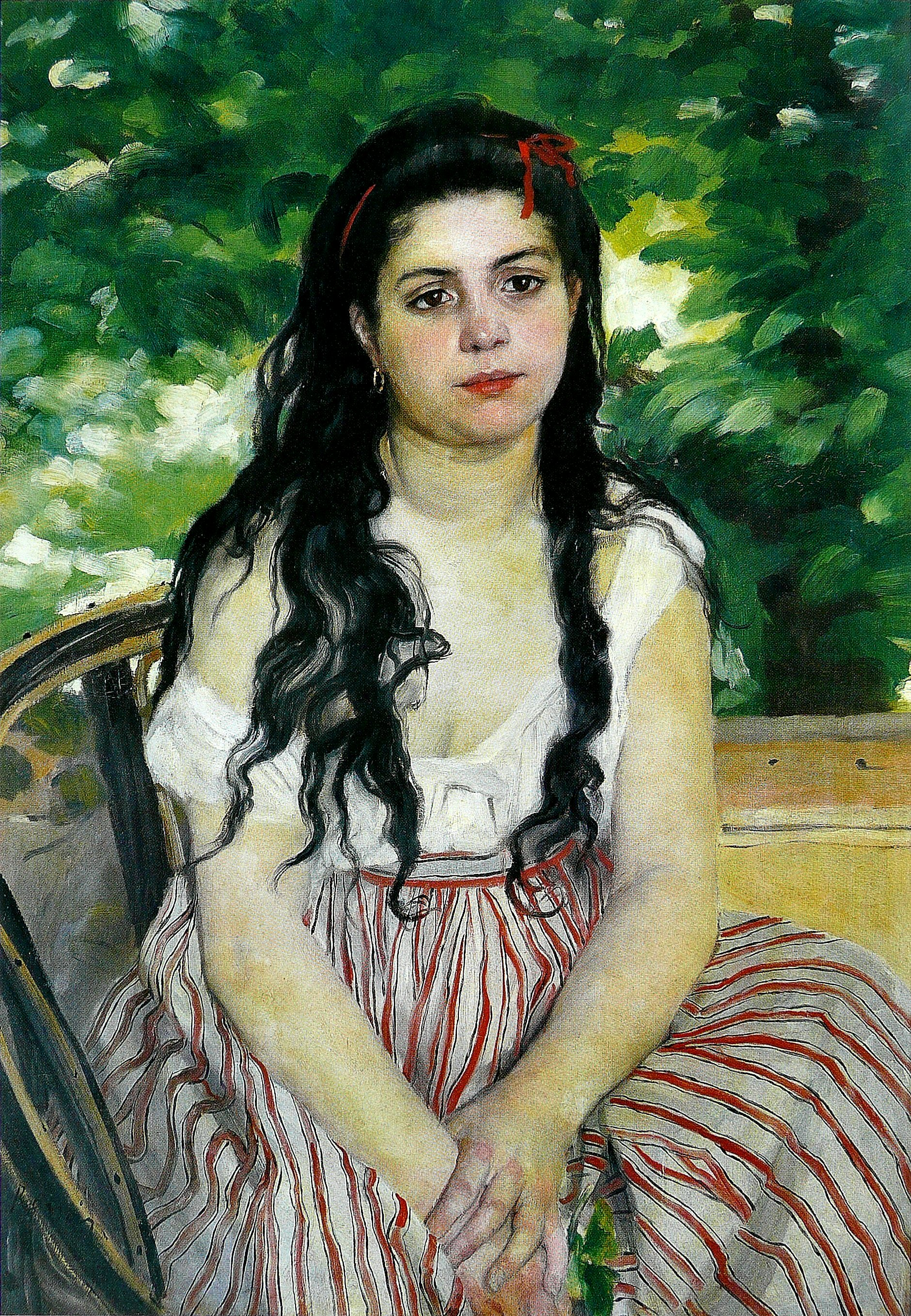
Renoir: Im Sommer, Öl auf Leinwand

- Pierre-Auguste Renoirs Gemälde Im Sommer zeigt das Porträt seiner Geliebten Lise Tréhot.
- Édouard Manet malt das Porträt der Mademoiselle Claus und beginnt mit dem Gemälde Der Balkon.

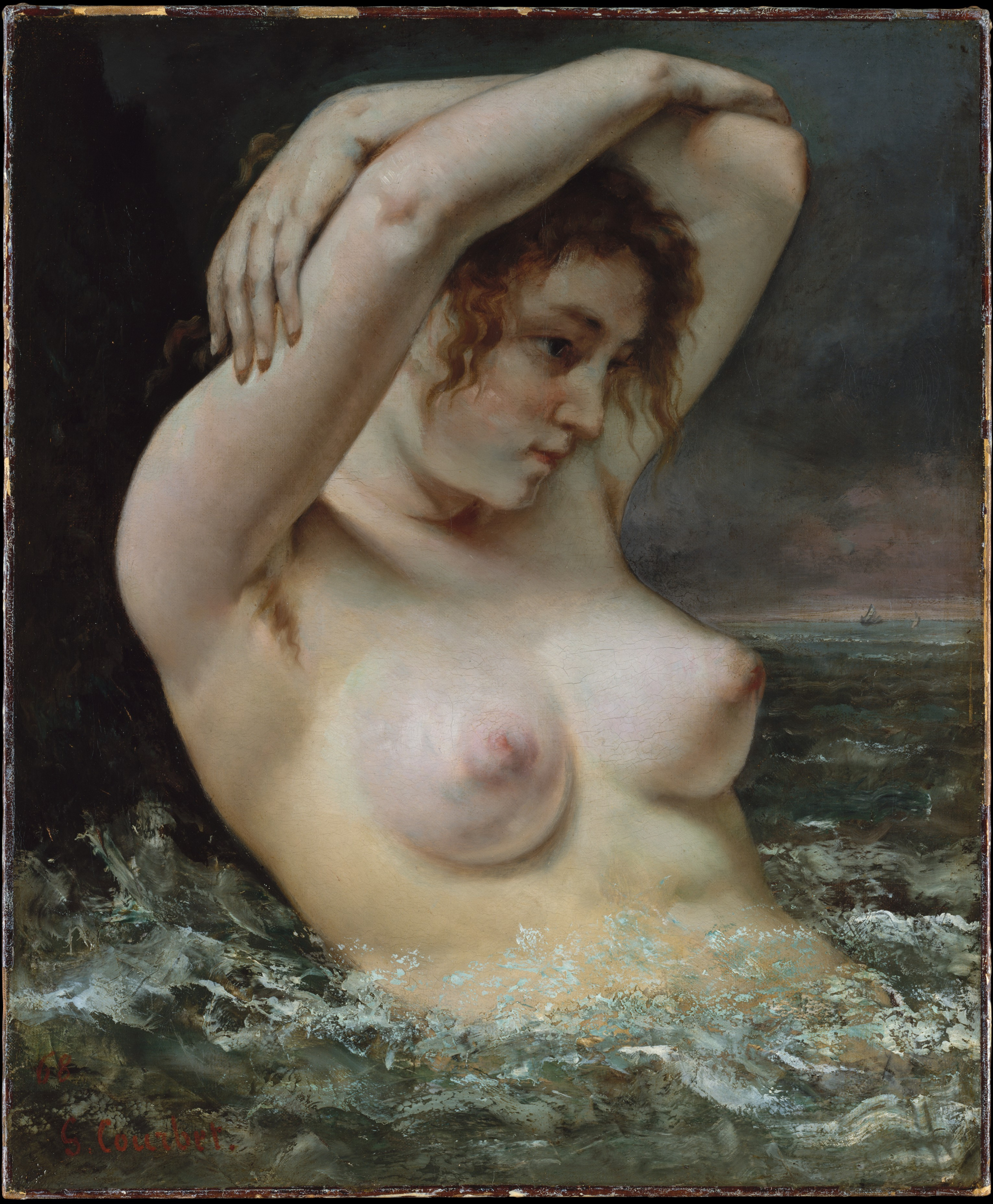
Courbet: Die Frau in den Wellen

- Gustave Courbet malt La femme à la vague.
- Rodolphe Julian gründet im 2. Arrondissement in Paris die Kunstakademie Académie Julian.

#### Musik und Theater
- 20. Jänner: Die Operette Die Frau Meisterin von Franz von Suppè hat ihre Uraufführung am Carltheater in Wien. Das Libretto stammt von Karl Costa. Die Kritiken sind ambivalent. Von der Musik ist heute nur noch die Ouvertüre bekannt.
- 21. Jänner: Der Walzer Sphärenklänge von Johann Strauss (Sohn) wird in den Sofiensälen in Wien anlässlich eines Medizinerballs uraufgeführt.
- 5. März: Die Uraufführung der Erstfassung der Oper Mefistofele von Arrigo Boito findet am Teatro alla Scala in Mailand statt und erhält äußerst schlechte Kritiken.

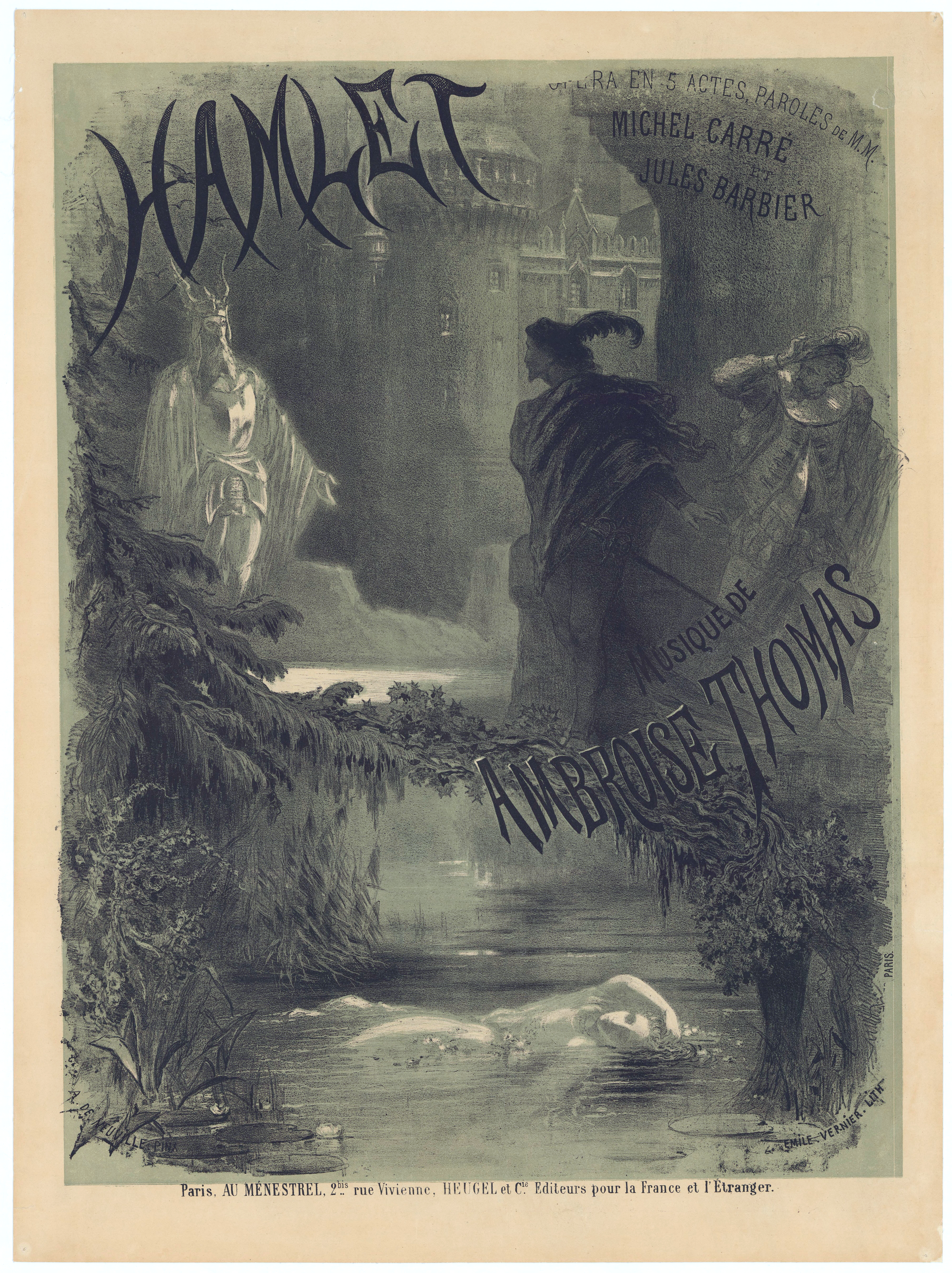
Plakat zur Uraufführung

- 9. März: Die Oper Hamlet von Ambroise Thomas wird in der Salle Le Peletier der Pariser Oper uraufgeführt. Das Libretto stammt von Michel Carré und Jules Barbier, es basiert auf der von Alexandre Dumas d. Ä. und Paul Meurice verfassten französischen Adaption der Tragödie Hamlet von William Shakespeare. Jean-Baptiste Faure singt die Titelrolle, Christine Nilsson die Ophélie. Die Choreographie des Balletts La fête du printemps stammte von Marius Petipa.
- 6. Mai: Die opéra bouffe Totos Schloss von Jacques Offenbach wird im Palais Royal in Paris uraufgeführt. Nach 15 erfolgreichen Aufführungen beginnen die Besucherzahlen bald zu sinken, obwohl das kaiserliche Ehepaar der dritten Aufführung beigewohnt hat. Auch die Anfang Juli erfolgte Neuausstattung kann nicht verhindern, dass das Stück am 28. Juli vom Spielplan genommen wurde.
- 9. Mai: Anton Bruckner dirigiert im Alten Dom in Linz die Uraufführung seiner 1. Sinfonie (WAB 101).

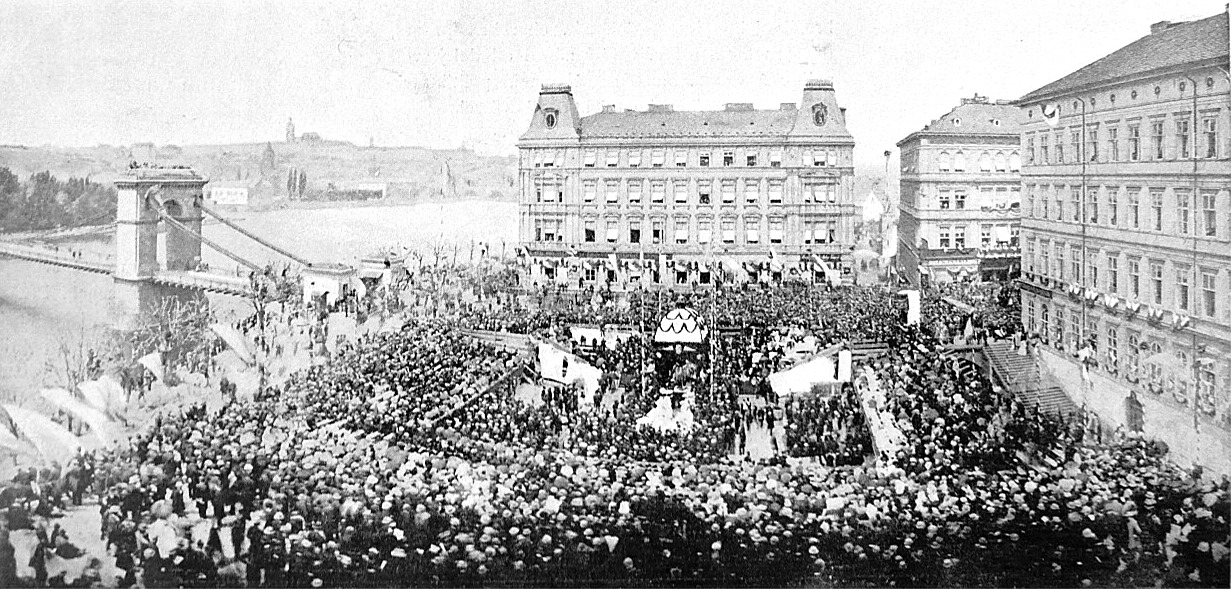
Feierliche Grundsteinlegung am 16. Mai 1868

- 16. Mai: Die Uraufführung der Oper Dalibor von Bedřich Smetana mit dem Libretto von Josef Wenzig erfolgt anlässlich der Grundsteinlegung des Nationaltheaters in Prag.
- 19. Juni: Der Tanzwalzer Geschichten aus dem Wienerwald von Johann Strauss (Sohn) wird im k. k. Volksgarten von der Strauss-Kapelle unter Leitung des Komponisten uraufgeführt.
- 21. Juni: Die Oper Die Meistersinger von Nürnberg von Richard Wagner wird unter der Leitung von Hans von Bülow am Nationaltheater München uraufgeführt.
- Sommer: Johannes Brahms komponiert die Liebeslieder-Walzer.

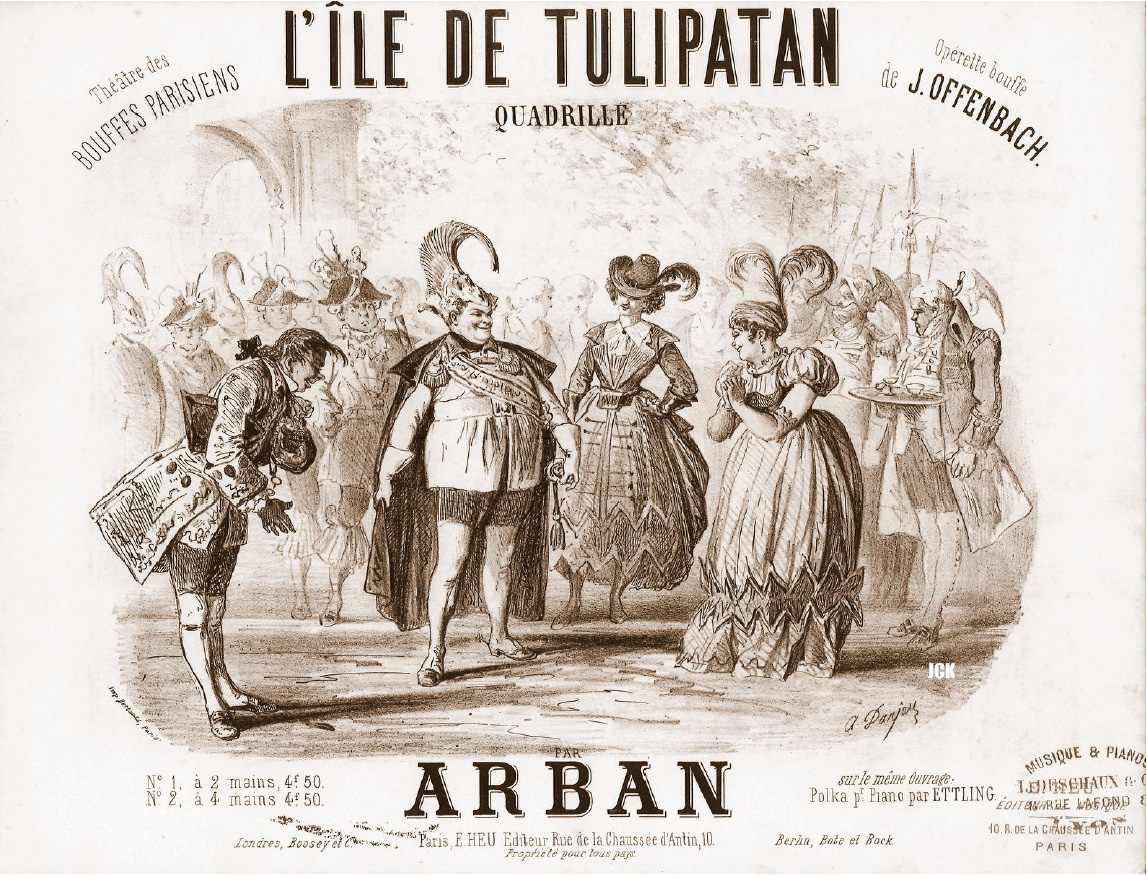
Insel Tulipatan, Arban, Quadrille

- 30. September: Die Uraufführung der einaktigen Operette L'ile de Tulipatan (Die Insel Tulipatan) von Jacques Offenbach findet in Offenbachs eigenem Théâtre des Bouffes-Parisiens in Paris statt.
- 6. Oktober: Am Pariser Théâtre des Variétés wird Jacques Offenbachs Operette La Périchole mit dem Libretto von Henri Meilhac und Ludovic Halévy uraufgeführt. Offenbachs Lieblingssängerin Hortense Schneider brilliert in der Titelrolle.

### Gesellschaft
- 9. Januar: In Fremantle in Western Australia legt nach drei Monaten Fahrt das aus London kommende Segelschiff Hougoumont an. Die Blackwall-Fregatte führt den letzten Transport von Sträflingen in die Sträflingskolonie Australien durch. An Bord befinden sich 279 Sträflinge und 108 Passagiere.

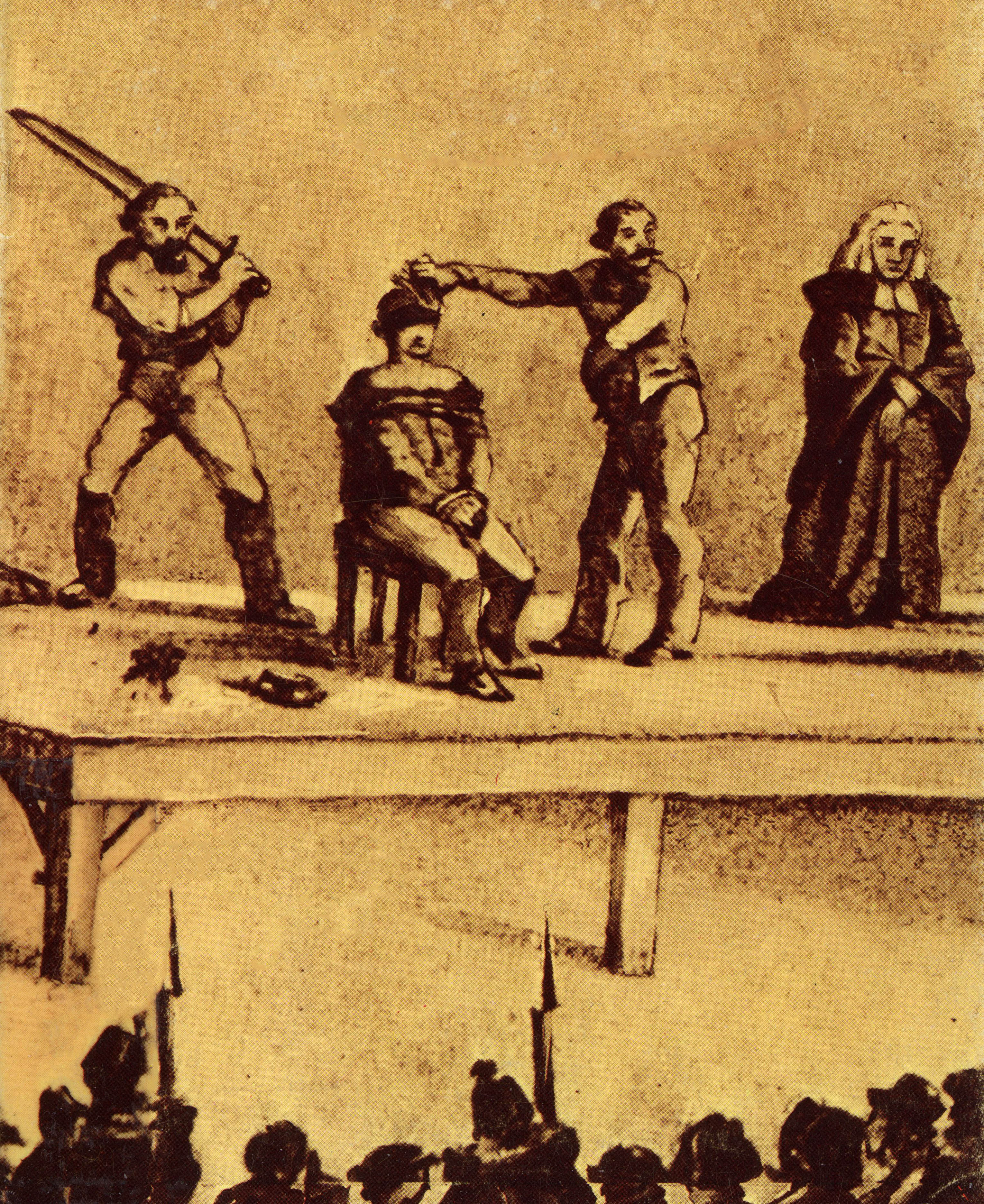
Hinrichtung von Héli Freymond (zeitgenössische Zeichnung)

- 10. Januar: Bei der Hinrichtung des Giftmörders Héli Freymond wird die Todesstrafe in der Schweiz zum letzten Mal mit dem Richtschwert vollzogen. Es ist die letzte Hinrichtung im Kanton Waadt.
- 20. Februar: In Wien heiratet der bayerische Prinz Ludwig die Erzherzogin Marie Therese von Österreich-Este.

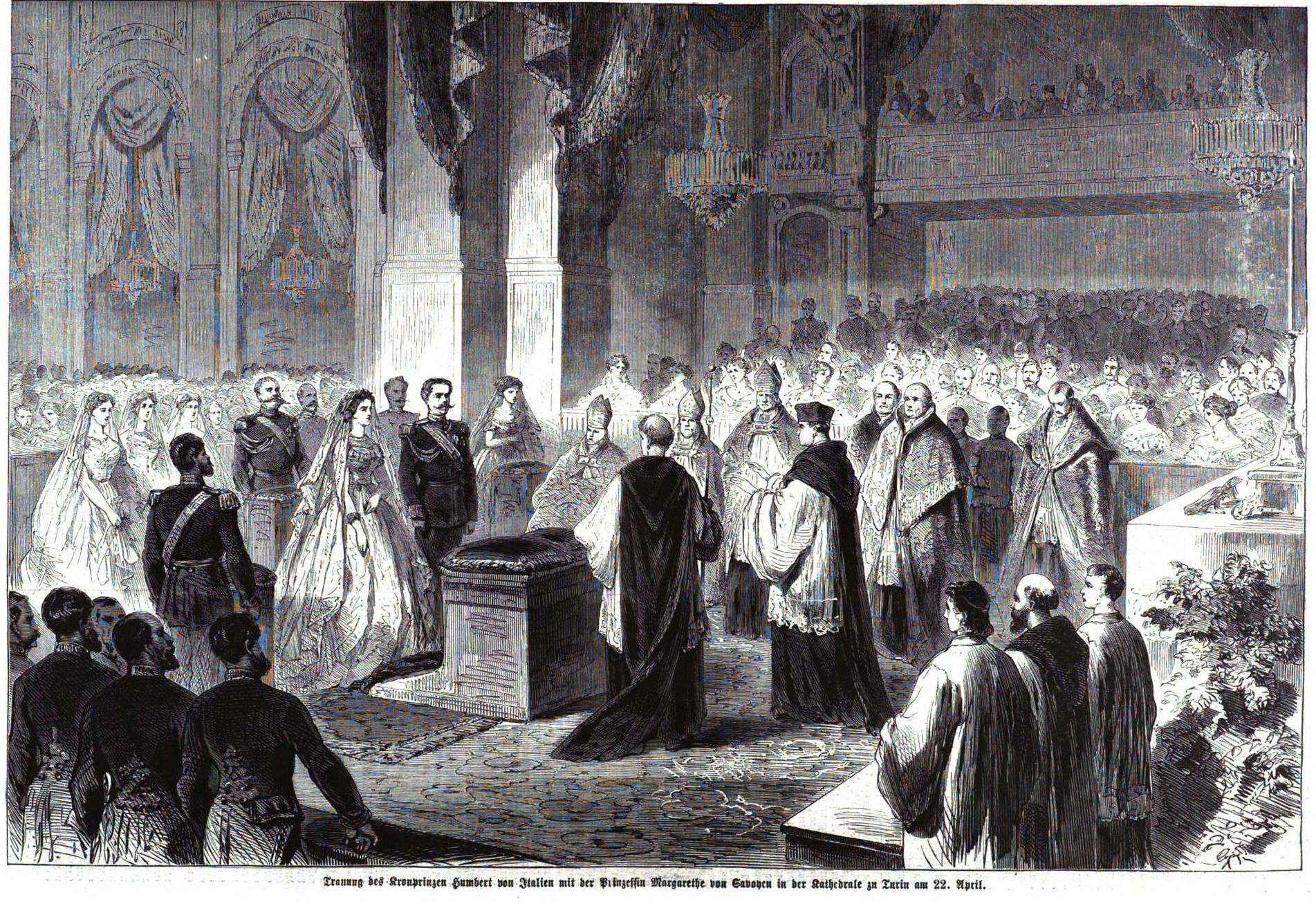
Die Trauung von Umberto und Margarethe in der Kathedrale von Turin

- 22. April: Umberto, Kronprinz von Italien, heiratet in Turin seine Cousine Margarethe von Savoyen. Zahlreiche europäische Adelshäuser haben zuvor eine Verbindung mit den „Emporkömmlingen“ abgelehnt.
- 27. April: Michael Barrett, Mitglied der Irische Republikanischen Bruderschaft, wird als Haupttäter des Bombenanschlags von Clerkenwell im Vorjahr von einer Jury wegen mehrfachen Mordes schuldig gesprochen und zum Tode verurteilt. Er wird am 26. Mai unter großer Anteilnahme der Bevölkerung vor den Toren von Newgate gehängt. Es ist die letzte öffentliche Hinrichtung im Vereinigten Königreich, die Praxis wird am 29. Mai mit dem Capital Punishment Amendment Act 1868 abgeschafft.
- 28. Mai: Bei der letzten öffentlichen Hinrichtung in Wien wird der Raubmörder Georg Ratkay gehängt. Eine für die Zuschauer errichtete Tribüne stürzt bei der volksfestähnlichen Veranstaltung ein.
- 15. Juli: Die österreichische Advocatenordnung tritt in Kraft. Sie regelt das Berufsrecht der Rechtsanwälte, das heißt die Rechte und Pflichten, die der Rechtsanwalt gegenüber Mandanten und Dritten zu beachten hat. Wesentlichste Neuregelung ist, dass es zur Ausübung der Rechtsanwaltschaft keiner behördlichen Ernennung mehr bedarf, sondern lediglich der Nachweisung der Erfüllung bestimmter Erfordernisse und der Eintragung in die Liste der Advocaten. Dadurch wird die Selbstverwaltung und Autonomie des Rechtsanwaltsstandes erheblich gestärkt und die Rechtsanwaltskammer geschaffen.
- 13. September: Gründung der Evangelischen Stiftung Neuerkerode, einer Einrichtung für geistig Behinderte

### Religion
- 29. Juni: aus Anlass des 1800-jährigen Jubiläums des Martyriums von Petrus und Paulus beruft Papst Pius IX. für das folgende Jahr das Erste Vatikanische Konzil ein. Ziel des Konzils soll die „Abwehr moderner Irrtümer und die zeitgemäße Anpassung der kirchlichen Gesetzgebung“ sein. Die Ankündigung des Konzils verschärft in der katholischen Welt den Streit zwischen staatsnahen Katholiken und den Ultramontanen bzw. den Anhängern des Syllabus errorum.

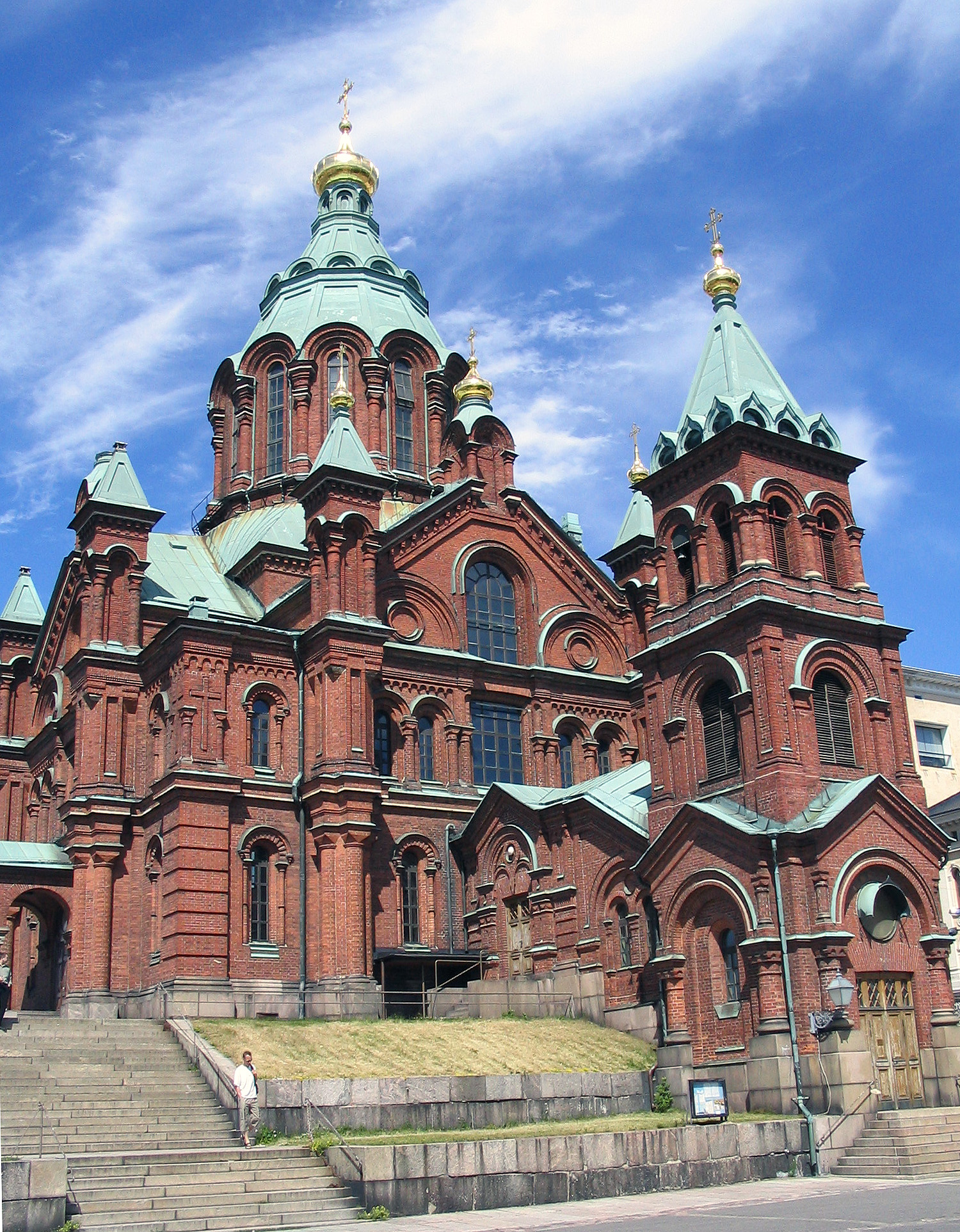
Die Uspenski-Kathedrale in Helsinki

- Die Uspenski-Kathedrale in Helsinki wird geweiht.

### Katastrophen
- Die japanische Talsperre Irukaike bricht. Das Unglück fordert mehr als 1000 Tote,
- 3. April: Ein Erdbeben unbekannter Stärke auf Hawaii fordert 77 Tote.
- 13. bis 15. August: Ein Seebeben vor der südamerikanischen Küste führt zu einem Tsunami, der in Chile, Neuseeland und Australien schwere Schäden verursacht und tausende Menschenleben kostet.
- 20. August: Beim Eisenbahnunfall von Abergele sterben 33 Menschen in den Trümmern des anschließenden Brandes. Es handelt sich um den zu diesem Zeitpunkt schwersten Eisenbahnunfall in der britischen Geschichte.
- 21. Oktober: Ein Erdbeben unbekannter Stärke in Hayward, Kalifornien, USA, fordert 30 Tote.
- 25. November: 700 Meilen westlich von Irland sinkt der britische Dampfer Hibernia, nachdem in einem Orkan die Welle gebrochen ist. 78 Menschen kommen dabei ums Leben.

### Natur und Umwelt
- 2. Januar: Auf Teneriffa fällt bei La Orotava ein jahrhundertealter Drachenbaum durch einen Sturm um. Die Pflanze war eine berühmte Sehenswürdigkeit für Reisende.

### Sport
- 17. Mai: Die Berliner Galopprennbahn Hoppegarten wird in Dahlwitz-Hoppegarten in Anwesenheit von König Wilhelm I. in Betrieb genommen.
- 31. Mai: Der Brite James Moore gewinnt im Parc de Saint-Cloud bei Paris eines der ersten Radrennen. Das Rennen geht über die Strecke von 1.200 Metern.
- 1. November: Vier Teilnehmerinnen tragen in Bordeaux den ersten rein weiblichen Wettbewerb im Radsport im Parc Bordelais aus.
- Der Norweger Sondre Norheim erreicht beim Skispringen auf dem Telemarkbakken in Skien, Norwegen, die Weite von 19,5 Metern und stellt damit den ersten offiziellen Skisprungweltrekord auf.

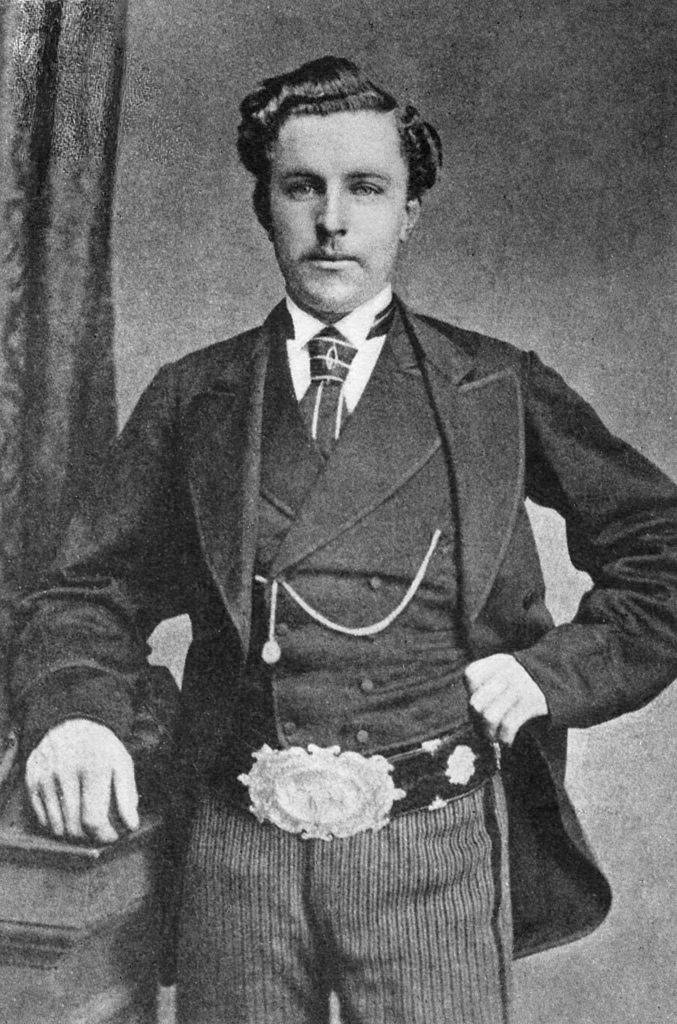
Young Tom Morris mit dem Championship-Gürtel

- Young Tom Morris gewinnt im Alter von 17 Jahren erstmals The Open Championship im Golf. Dabei gelingt ihm am achten Loch in Prestwick das erste Hole-in-one.
- Theodor Georgii und Ferdinand Goetz gründen die Deutsche Turnerschaft. als Zusammenschluss der Turnvereine in Deutschland und auch der deutschen Turnvereine im nahegelegenen Ausland, zum Beispiel in Prag.
- Der US-amerikanische Eiskunstlauf-Pionier Jackson Haines kommt auf Einladung des neu gegründeten Wiener Eislaufvereins nach Wien.

## Geboren

### Januar
- 01. Januar: Albrecht von Graefe, deutscher Politiker († 1933)
- 02. Januar: Robert Luther, Chemiker († 1945)
- 02. Januar: Richard C. McMullen, US-amerikanischer Politiker († 1944)
- 03. Januar: Heinrich Brauns, deutscher Politiker († 1939)
- 04. Januar: Anastasia Nikolajewna von Montenegro, Adelige († 1935)
- 04. Januar: Rudolf Lebius, deutscher Journalist († 1946)
- 07. Januar: Mathias Adlersflügel, österreichischer Industrieller und Politiker († 1933)
- 08. Januar: Frank Dyson, englischer Astronom († 1939)
- 09. Januar: Søren Sørensen, dänischer Chemiker († 1939)
- 10. Januar: Carl Albrecht Bernoulli, Schweizer evangelischer Theologe und Schriftsteller († 1937)
- 10. Januar: Ozaki Kōyō, japanischer Schriftsteller († 1903)
- 10. Januar: Oscar Schlitter, deutscher Bankier († 1939)
- 11. Januar: Cai Yuanpei, chinesischer Pädagoge and Rektor der Peking-Universität († 1940)
- 11. Januar: William Purnell Jackson, US-amerikanischer Politiker († 1939)
- 13. Januar: Julian Borchardt, deutscher Journalist († 1932)
- 13. Januar: Julius Wieting, deutscher Chirurg († 1922)
- 14. Januar: William Anderson, australischer Theaterleiter († 1940)
- 14. Januar: Emanuel Hegenbarth, deutscher Maler († 1923)
- 14. Januar: Gottlieb Löffler, deutscher Maler († 1946)
- 14. Januar: Noe Schordania, georgischer Premierminister († 1953)
- 15. Januar: Otto von Lossow, deutscher General († 1938)
- 15. Januar: Johanna Müller-Hermann, österreichische Komponistin († 1941)
- 16. Januar: Woldemar Tranzschel, russischer Botaniker und Mykologe († 1942)
- 17. Januar: Antonio Maria Arrègui, spanischer Ordenspriester und Moraltheologe († 1942)
- 19. Januar: Gustav Meyrink, österreichischer Schriftsteller († 1932)
- 20. Januar: Wilhelm Schäfer, deutscher Schriftsteller († 1952)

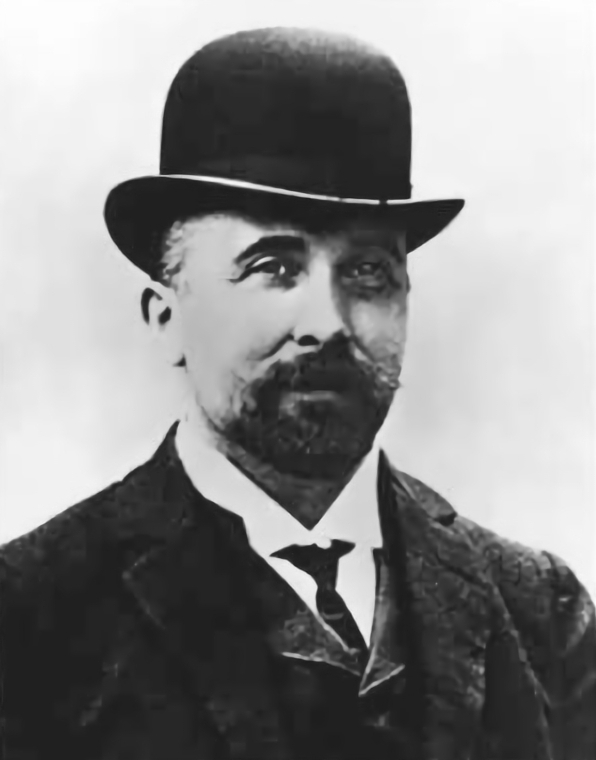
Felix Hoffmann

- 21. Januar: Felix Hoffmann, deutscher Chemiker († 1946)
- 21. Januar: Ludwig Jacobowski, deutscher Lyriker, Schriftsteller und Publizist († 1900)
- 22. Januar: Otto Stählin, deutscher Altphilologe († 1949)
- 26. Januar: Joseph Hammels, Weihbischof in Köln († 1944)
- 28. Januar: Julián Aguirre, argentinischer Komponist, Pianist und Musikpädagoge († 1924)
- 29. Januar: Albin Egger-Lienz, österreichischer Maler († 1926)
- 29. Januar: Hans Glauning, deutscher Offizier († 1908)
- 30. Januar: Friedrich zu Schaumburg-Lippe, deutscher Prinz letzter Besitzer der Sekundogenitur Nachod († 1945)
- 31. Januar: Carl Wilhelm Petersen, deutscher Politiker († 1933)
- 31. Januar: Theodore William Richards, US-amerikanischer Chemiker († 1928)

### Februar
- 01. Februar: Ștefan Luchian, rumänischer Maler († 1916)
- 01. Februar: Gustav Zeitzschel, deutscher Opernsänger († 1951)
- 03. Februar: William J. Harris, US-amerikanischer Politiker († 1932)
- 04. Februar: Constance Markiewicz, irische Freiheitskämpferin († 1927)
- 05. Februar: Henri Hinrichsen, deutscher Verleger († 1942)
- 08. Februar: Evangeline Adams, US-amerikanische Beraterin, Astrologin und Buchautorin († 1932)
- 08. Februar: Walter Rothschild, britischer Bankier und Zoologe († 1937)
- 08. Februar: Franja Tavčar, slowenische Frauenrechtlerin († 1938)
- 09. Februar: Paul Reusch, deutscher Manager († 1956)
- 10. Februar: William Allen White, US-amerikanischer Journalist, Politiker und Schriftsteller († 1944)
- 12. Februar: Herbert A. Fricker, kanadischer Chorleiter, Organist, Musikpädagoge und Komponist († 1943)
- 12. Februar: Kiến Phúc, siebter Kaiser der vietnamesischen Nguyễn-Dynastie († 1884)
- 14. Februar: Carlo Alberto Garufi, italienischer Diplomatiker und Paläograf († 1948)
- 18. Februar: Sophie Haemmerli-Marti, schweizerische Schriftstellerin († 1942)
- 20. Februar: Richard Hesse, deutscher Zoologe († 1944)
- 22. Februar: Lars Gabriel Andersson, schwedischer Lehrer und Herpetologe († 1951)
- 22. Februar: David Devant, britischer Bühnenzauberer († 1941)
- 22. Februar: Carl Gröpler, deutscher Scharfrichter († 1946)
- 22. Februar: Antoinette Szumowska-Adamowska, polnische Pianistin und Musikpädagogin († 1938)
- 23. Februar: Henry Bergman, US-amerikanischer Schauspieler († 1946)

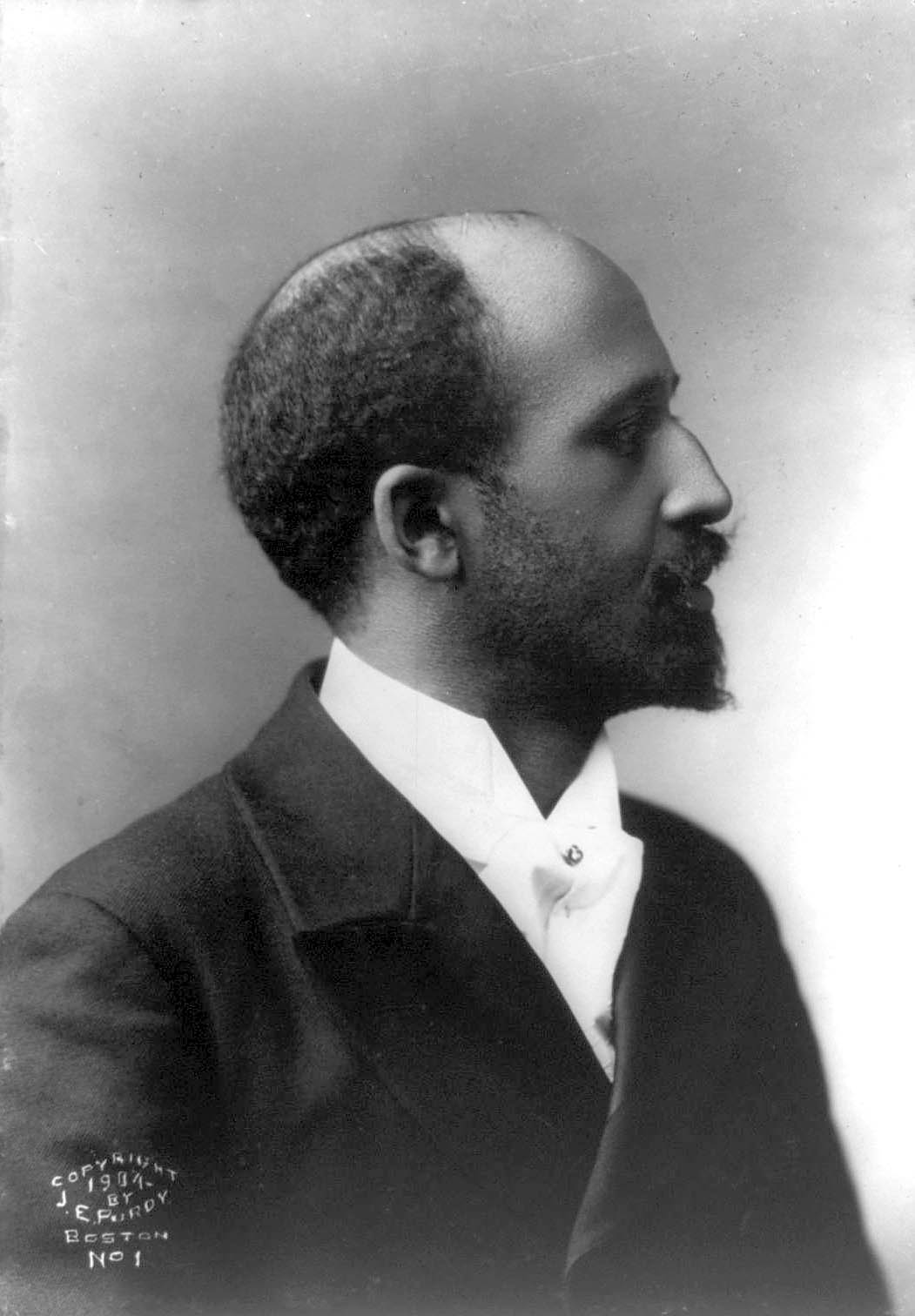
W.E.B. Du Bois

- 23. Februar: W. E. B. Du Bois, US-amerikanischer Bürgerrechtler und Sozialwissenschaftler († 1963)
- 25. Februar: Josef Albisser, Schweizer Jurist und Politiker (SP) († 1943)
- 25. Februar: Erwin Baum, deutscher Politiker, Ministerpräsident von Thüringen († 1950)
- 25. Februar: Anthony Johannes Blok, niederländischer Strafrechtler († 1934)
- 29. Februar: Carl Peters, Kölner Unternehmer († 1936)
- 29. Februar: Heinrich Claß, deutscher Politiker († 1953)

### März
- 01. März: Sophie Chotek, Ehefrau des österreichischen Thronfolgers Franz Ferdinand († 1914)
- 02. März: Otto von Mendelssohn Bartholdy, deutscher Bankier († 1949)
- 02. März: Edmund Schulthess, Schweizer Politiker († 1944)
- 03. März: Émile Chartier, französischer Philosoph, Schriftsteller und Journalist († 1951)
- 03. März: Ludwig Freiherr von Stein zu Lausnitz, deutscher Offizier und Forschungsreisender († 1934)
- 07. März: Giovanni Giacometti, Schweizer Maler († 1933)
- 08. März: Georges Guiraud, französischer Komponist, Organist und Musikpädagoge († 1928)
- 12. März: Fritz Berger, Schweizer Theologe, Gründer der Gemeinde für Christus († 1950)
- 13. März: Maximilian Zupitza, deutscher Arzt und Offizier († 1938)
- 14. März: Ascensión del Corazón de Jesús, spanische Ordensschwester und Ordensgründerin († 1940)
- 15. März: Lida Gustava Heymann, deutsch-Schweizer Frauenrechtlerin († 1943)
- 17. März: Nathan Edward Kendall, US-amerikanischer Politiker († 1936)
- 19. März: Senda Berenson Abbott, US-amerikanische Sportlehrerin († 1954)
- 19. März: Charles Ernest Acker, US-amerikanischer Elektroingenieur, Erfinder und Unternehmer († 1920)
- 19. März: Luigi Stefano Giarda, italienischer Komponist, Cellist und Musikpädagoge († 1952)
- 21. März: Richard Wachsmuth, deutscher Experimentalphysiker († 1941)
- 22. März: Alfred Fowler, britischer Astronom († 1940)
- 22. März: Robert Andrews Millikan, US-amerikanischer Physiker († 1953)
- 23. März: Dietrich Eckart, deutscher Publizist und väterlicher Freund Adolf Hitlers († 1923)
- 23. März: John Carson, US-amerikanischer Country-Musiker († 1949)
- 23. März: Papken I. Gulesserian, armenischer Koadjutor-Katholikos des Großen Hauses von Kilikien der Armenischen Apostolischen Kirche († 1936)
- 25. März: Agnes Karll, Reformerin der deutschen Krankenpflege († 1927)
- 26. März: Fu'ād I., König von Ägypten († 1936)
- 28. März: Cuno Amiet, Schweizer Maler († 1961)

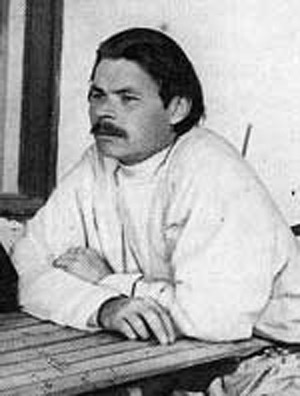
Maxim Gorki

- 28. März: Maxim Gorki, russischer Schriftsteller († 1936)
- 28. März: Albert Jaegers, deutsch-amerikanischer Bildhauer († 1925)
- 29. März: Selwyn Edge, britischer Automobilrennfahrer († 1940)
- 30. März: Koloman Moser, österreichischer Maler, Grafiker und Kunsthandwerker († 1918)
- 31. März: Karl Bonhoeffer, deutscher Psychiater und Neurologe († 1948)

### April
- 01. April: Edmond Rostand, französischer Theaterschriftsteller († 1918)
- 02. April: Karl Dunkmann, deutscher evangelischer Theologe und Soziologe († 1932)
- 04. April: Fredrik Wilhelm Gomnaes, norwegischer Komponist († 1925)
- 05. April: Leopold Freund, österreichischer Röntgenologe († 1943)
- 07. April: Federico Caprilli, italienischer Rittmeister († 1907)
- 07. April: José de Castro, portugiesischer Rechtsanwalt, Journalist und Politiker, Ministerpräsident († 1929)
- 08. April: Werner von Bolton, Erfinder der metallischen Glühfäden († 1912)
- 08. April: Simon Gfeller, Mundartdichter († 1943)
- 10. April: George Arliss, britischer Schauspieler († 1946)
- 10. April: Max Eckert-Greifendorff, deutscher Geograph († 1938)
- 14. April: Peter Behrens, deutscher Maler und Architekt († 1940)
- 15. April: Francisco Braga, brasilianischer Komponist († 1945)
- 16. April: Frank Spottiswoode Aitken, britisch-amerikanischer Schauspieler († 1933)
- 16. April: Christian Alfred Giesecke, deutscher Verleger († 1945)
- 16. April: Charles Silver, französischer Komponist († 1949)
- 19. April: Max von Schillings, deutscher Komponist, Dirigent und Theaterintendant († 1933)
- 20. April: August Eckhardt, deutsch-baltischer Geistlicher und evangelischer Märtyrer († 1919)
- 20. April: Charles Maurras, französischer Schriftsteller und politischer Publizist († 1952)
- 21. April: Alfred Henry Maurer, US-amerikanischer Maler († 1932)
- 21. April: Frank Wall, britischer Militärarzt und Herpetologe († 1950)
- 22. April: Franz Boschung, Schweizer Landwirt und Politiker († 1938)
- 22. April: Marie Valerie, Erzherzogin von Österreich († 1924)
- 22. April: Friedrich Münzer, deutscher klassischer Philologe († 1942)
- 22. April: Friedrich Seetzen, deutscher Konsistorialpräsident und Oberbürgermeister von Wurzen († 1943)
- 23. April: Franz Haböck, österreichischer Musikpädagoge († 1921)
- 23. April: Julius Zech auf Neuhofen, deutscher Offizier und Kolonialbeamter († 1914)
- 24. April: Bernardus Dirks Eerdmans, niederländischer evangelischer Theologe und Politiker († 1948)
- 26. April: Oswald Galle, Maler († 1935)
- 26. April: Max Geißler, deutscher Redakteur und Schriftsteller, Literaturwissenschaftler († 1945)
- 28. April: Émile Barnard, französischer Maler, Grafiker, Kunsttheoretiker und Romanautor († 1941)
- 28. April: Georgi Feodosjewitsch Woronoi, russischer Mathematiker († 1908)
- 28. April: Hermann Lietz, deutscher Reformpädagoge († 1919)

### Mai
- 01. Mai: Afonso Arinos de Melo Franco, brasilianischer Jurist und Schriftsteller († 1916)
- 01. Mai: Hugo Johann Asbach, deutscher Weinbrand-Fabrikant († 1935)
- 01. Mai: Väinö I., Prinz und Landgraf zu Hessen, König von Finnland († 1940)
- 02. Mai: Robert Williams Wood, US-amerikanischer Experimentalphysiker († 1955)
- 06. Mai: Gaston Leroux, französischer Journalist und Schriftsteller († 1927)
- 07. Mai: Stanisław Przybyszewski, polnischer Schriftsteller († 1927)
- 11. Mai: Paul Schmidt, deutscher Erfinder und Unternehmer († 1948)
- 12. Mai: Al Shean, US-amerikanisch-deutscher Komiker († 1949)
- 12. Mai: Myrtle Corbin, US-amerikanische Sideshow-Darstellerin († 1928)
- 13. Mai: Otto von Dandl, bayerischer Jurist und Politiker († 1942)
- 14. Mai: Magnus Hirschfeld, deutscher Nervenarzt, Sexualforscher († 1935)
- 15. Mai: Karl Lautenschlager, deutscher Politiker, Ehrenbürger von Stuttgart († 1952)
- 18. Mai: Ludwig Landmann, deutscher Politiker, Oberbürgermeister von Frankfurt am Main († 1945)

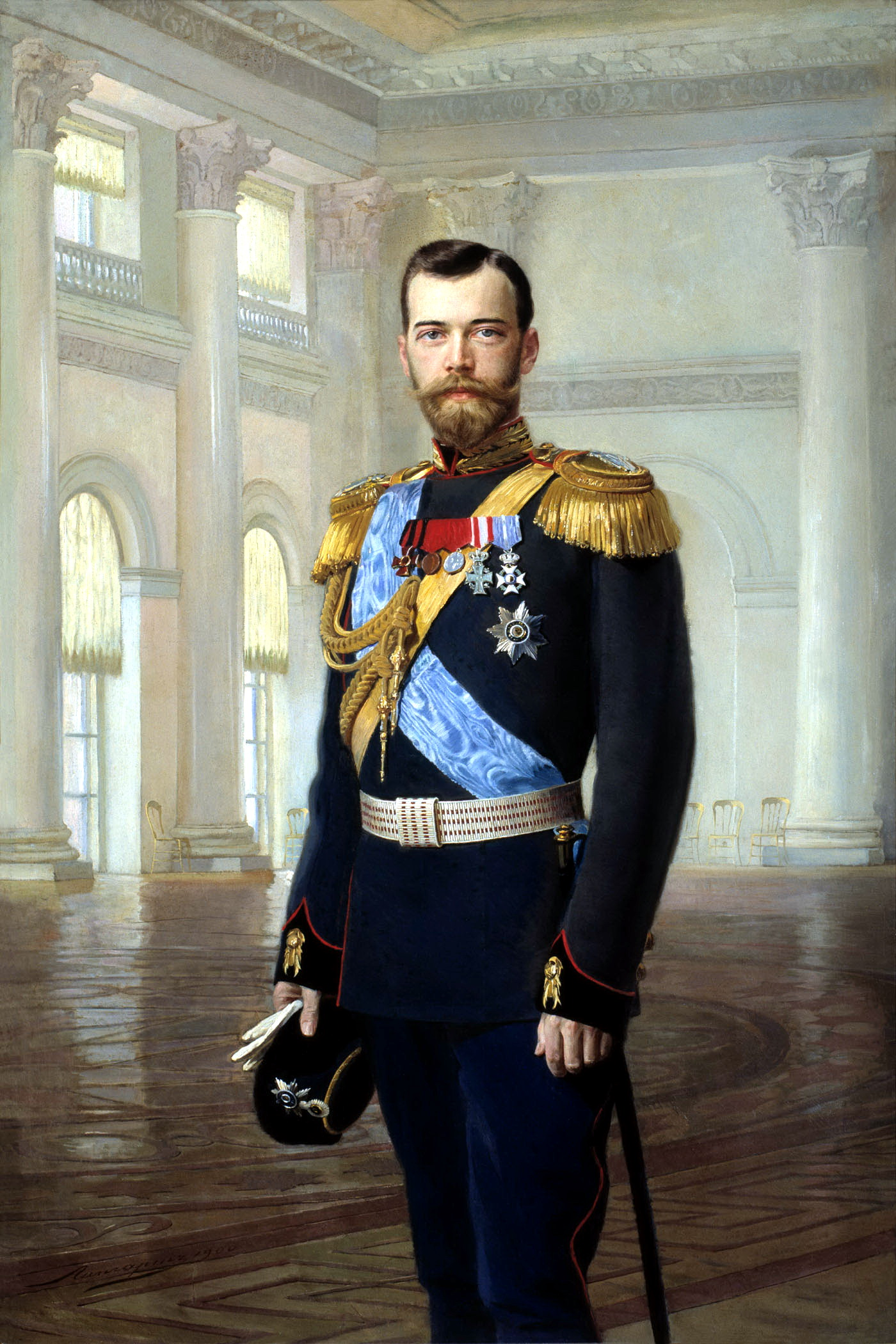
Zar Nikolaus II.

- 18. Mai: Nikolaus II., letzter russischer Kaiser und Zar († 1918)
- 19. Mai: Adolf Anderle, österreichischer Politiker († 1919)
- 19. Mai: Karl Bornhäuser, deutscher evangelischer Theologe († 1947)
- 19. Mai: John Fillmore Hayford, US-amerikanischer Ingenieur und Geodät († 1925)
- 22. Mai: Viktor Björkman, schwedischer Philologe und Hochschullehrer († 1931)
- 23. Mai: Harry Graf Kessler, deutscher Kunstsammler, Mäzen, Autor, und Diplomat († 1937)
- 25. Mai: Charles Hitchcock Adams, US-amerikanischer Chemiker, Holzhändler und Amateur-Astronom († 1951)
- 27. Mai: Feliks Władysław Starczewski, polnischer Komponist († 1945)
- 28. Mai: Claude Anet, französischer Schriftsteller († 1931)
- 29. Mai: Abdülmecid II., letzter Kalif des Osmanischen Reiches († 1944)
- 29. Mai: Friedrich Lach, österreichischer Maler und Grafiker († 1933)
- 31. Mai: Jane Avril, französische Tänzerin († 1943)

### Juni
- 02. Juni: David Ashworth, englischer Fußball-Schiedsrichter und Trainer († 1947)
- 03. Juni: Georg Jarno, ungarischer Komponist und Kapellmeister († 1920)
- 03. Juni: Henning Mankell, schwedischer Komponist († 1930)
- 04. Juni: Thomas F. Bayard, US-amerikanischer Politiker († 1942)
- 04. Juni: Gustav Schneider, Schweizer Händler und Politiker († 1932)
- 05. Juni: James Connolly, irischer Gewerkschafter und Politiker († 1916)
- 05. Juni: Jan Thorn Prikker, niederländischer Künstler († 1932)
- 06. Juni: Heinrich Held, bayerischer Politiker († 1938)

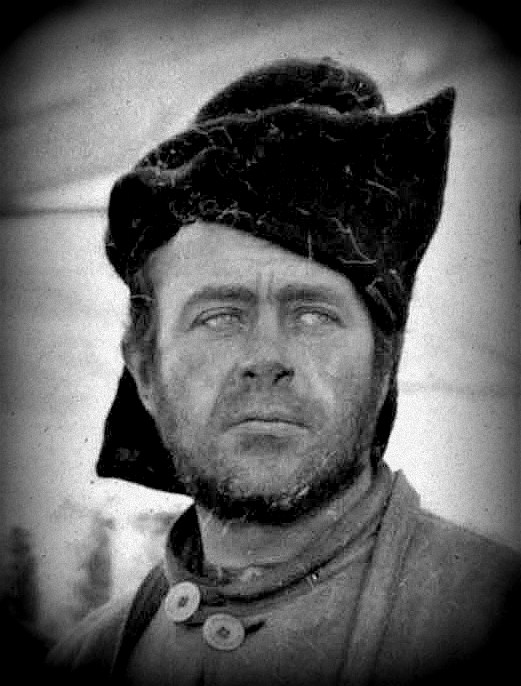
Robert Falcon Scott, 1911 während der Terra-Nova-Expedition

- 06. Juni: Robert Falcon Scott, britischer Marineoffizier und Polarforscher († 1912)
- 06. Juni: Dawid Janowski, polnischer Schachspieler († 1927)
- 07. Juni: Hubert Franz Maria von Andlau-Homburg, elsässischer Adeliger, Gutsbesitzer und Politiker († 1959)
- 07. Juni: Charles Rennie Mackintosh, schottischer Architekt, Grafiker und Maler († 1928)
- 07. Juni: Peter Nonnenmühlen, Kommunalpolitiker und Bürgermeister in Mönchengladbach († 1952)
- 07. Juni: John Sealy Townsend, britischer Physiker († 1957)
- 08. Juni: Adele Gerhard, deutsche Schriftstellerin († 1956)
- 11. Juni: Bert Bailey, australischer Schauspieler, Autor und Theaterimpresario († 1953)
- 14. Juni: Alfons Dopsch, österreichischer Mediävist und Diplomatiker († 1953)

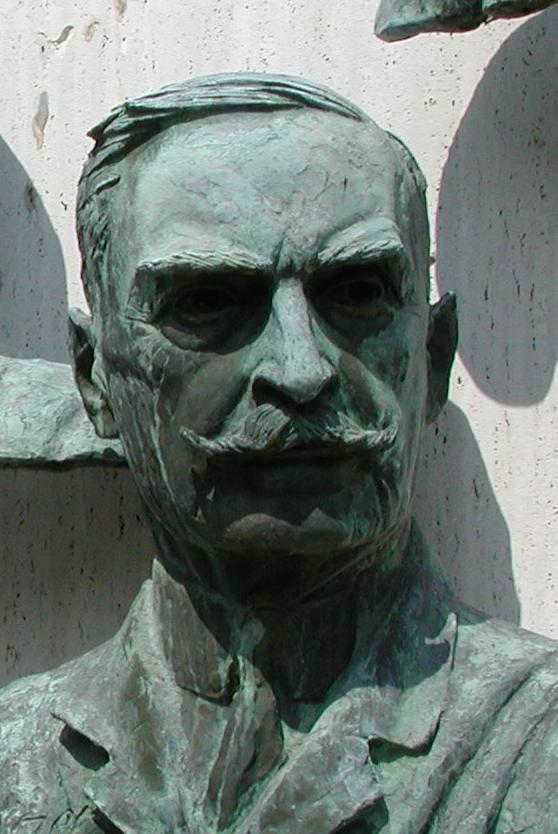
Karl Landsteiners Bronzebüste

- 14. Juni: Karl Landsteiner, österreichischer Bakteriologe und Nobelpreisträger († 1943)
- 15. Juni: Berthold Maurenbrecher, deutscher Altphilologe († 1943)
- 18. Juni: Miklós Horthy, ungarischer Politiker († 1957)
- 18. Juni: Georges Lacombe, französischer Maler und Bildhauer († 1916)
- 19. Juni: John McPherson, schottischer Fußballspieler († 1926)
- 20. Juni: Walter Bloem, deutscher Schriftsteller († 1951)
- 20. Juni: Richard Riemerschmid, deutscher Architekt und Künstler († 1957)
- 21. Juni: August Otto Krug, deutscher Jurist, Hochschullehrer und Verwaltungsbeamter († 1945)
- 28. Juni: John F. Nugent, US-amerikanischer Politiker († 1931)
- 29. Juni: George Ellery Hale, US-amerikanischer Astronom († 1938)
- 30. Juni: Lauri Ingman, finnischer Theologe und Politiker († 1934)
- 30. Juni: Alois Musil, tschechischer Orientalist, Pfarrer und Theologe († 1944)

### Juli
- 02. Juli: Julius Moses, deutscher Arzt und Politiker, sozialdemokratischer Abgeordneter des Reichstages († 1942)
- 04. Juli: Henrietta Swan Leavitt, US-amerikanische Astronomin († 1921)
- 04. Juli: Rudolf Presber, deutscher Schriftsteller und Journalist († 1935)
- 04. Juli: Albert H. Roberts, US-amerikanischer Politiker, Gouverneur von Tennessee († 1946)
- 05. Juli: William Henry Singer, US-amerikanischer Kunstsammler und Maler († 1943)
- 09. Juli: Gustav Noske, deutscher Politiker, Minister in der Weimarer Republik († 1946)
- 12. Juli: Henri Abraham, französischer Physiker († 1943)

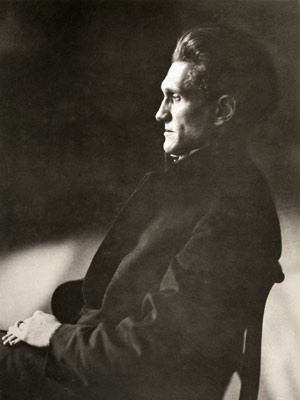
Stefan George

- 12. Juli: Stefan George, deutscher Dichter und Schriftsteller († 1933)

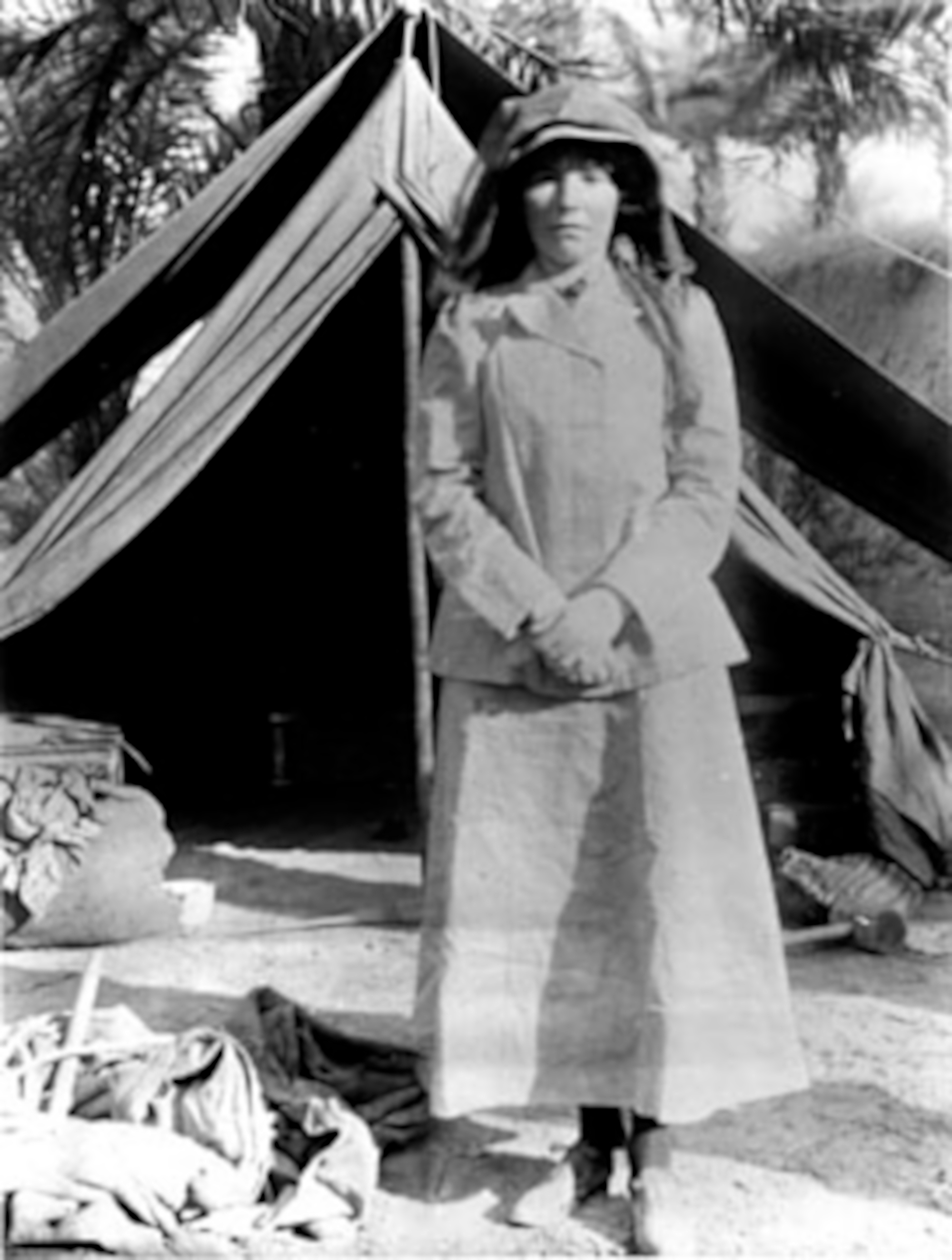
Gertrude Bell (1869–1926)

- 14. Juli: Cäsar Ahrens, deutscher Chemiker († 1934)
- 14. Juli: Gertrude Bell, britische Reiseschriftstellerin und Historikerin († 1926)
- 17. Juli: Thorvald Otterstrom, US-amerikanischer Komponist († 1942)
- 19. Juli: Moritz Heimann, deutscher Schriftsteller und Journalist († 1925)
- 23. Juli: Charles Doughty-Wylie, britischer Berufsoffizier und Diplomat († 1915)
- 28. Juli: Thomas Peter Krag, norwegischer Schriftsteller († 1913)
- 28. Juli: Otto Mensing, deutscher Sprachforscher, Schauspieler, Regisseur und Hörspielsprecher († 1939)
- 28. Juli: Leonhard Ragaz, Schweizer Theologe († 1945)
- 30. Juli: Alfred Weber, deutscher Soziologe und Nationalökonom († 1958)

### August
- 02. August: Konstantin I., griechischer König († 1923)
- 02. August: Theodor Wolff, deutscher Schriftsteller, Publizist und Kritiker († 1943)
- 03. August: Charles Manley Smith, US-amerikanischer Politiker († 1937)
- 05. August: Oskar Merikanto, finnischer Komponist († 1924)
- 06. August: Paul Claudel, französischer Dichter und Diplomat († 1955)
- 07. August: Granville Bantock, englischer Komponist († 1946)
- 07. August: Mia Hesse-Bernoulli, Schweizer Fotografin († 1963)
- 09. August: Alice Verne-Bredt, englische Komponistin, Pianistin und Musikpädagogin († 1958)
- 10. August: Hugo Eckener, deutscher Luftschiffer, Nachfolger von Ferdinand Graf von Zeppelin († 1954)
- 12. August: Johann Baptist Eisenring, Schweizer Jurist und katholisch-konservativer Politiker († 1925)
- 12. August: David Farbstein, Schweizer Politiker († 1953)
- 13. August: Camillo Olivetti, italienischer Ingenieur und Firmengründer († 1943)
- 14. August: José Mardones, spanischer Opernsänger († 1932)
- 15. August: Jan Welzl, tschechischer Weltenbummler, Abenteurer, Erzähler, Schriftsteller († 1948)
- 16. August: Charles Sanford Skilton, US-amerikanischer Komponist und Organist († 1941)
- 17. August: Edward Józef Abramowski, polnischer Philosoph, Psychologe, Soziologe und Anarchist († 1918)
- 20. August: Luigi Forino, italienischer Cellist und Musikpädagoge († 1936)
- 26. August: Henry Franklin Gilbert, US-amerikanischer Komponist († 1928)
- 26. August: Charles Stewart, kanadischer Politiker († 1946)

### September
- 06. September: Heinrich Häberlin, Schweizer Politiker und Bundesrat († 1947)
- 08. September: Zaven Der Yeghiayan, armenischer Erzbischof und armenische Patriarch von Konstantinopel († 1947)
- 09. September: Mary Hunter Austin, US-amerikanische Schriftstellerin und Dramatikerin († 1934)
- 10. September: Albert Hahl, deutscher Kolonialbeamter († 1945)
- 12. September: Jan Brandts-Buys, niederländischer Komponist († 1933)
- 18. September: Jan Verkade, niederländischer Maler und Benediktiner († 1946)
- 18. September: Hermann Weil, deutsch-argentinischer Unternehmer († 1927)
- 20. September: Paul Hoering, deutscher Apotheker und Chemiker († 1919)
- 21. September: Richard Illge, deutscher Politiker († 1948)
- 21. September: Eduard Norden, deutscher Altphilologe und Religionshistoriker († 1941)
- 22. September: Louise McKinney, kanadische Frauenrechtlerin, Politikerin und Mitglied der Famous Five († 1931)
- 22. September: Eustace Miles, britischer Jeu de Paume-Spieler, Sachbuchautor und Gastwirt († 1948)
- 23. September: Johannes Bell, deutscher Politiker († 1949)
- 26. September: Karel Hoffmeister, tschechischer Pianist und Musikwissenschaftler († 1952)
- 28. September: Pierre Pratviel, französischer Turner († 1953)
- 29. September: Ferdinand von Arx, Schweizer Bauunternehmer und Politiker († 1944)
- 29. September: Theodor von Hassel, deutscher Offizier und Landwirt († 1935)
- 29. September: Gustav Mie, deutscher Physiker († 1957)

### Oktober
- 01. Oktober: Georg Bredig, deutscher Chemiker († 1944)
- 03. Oktober: Francisco de Asís Vidal y Barraquer, spanischer Geistlicher, Erzbischof von Tarragona und Kardinal († 1943)
- 04. Oktober: Georg Thilenius, deutscher Mediziner und Ethnologe († 1937)
- 05. Oktober: Hubert Schnofl, österreichischer Politiker, Landtagsabgeordneter und Bürgermeister († 1936)
- 07. Oktober: Fred Hovey, US-amerikanischer Tennisspieler († 1945)
- 08. Oktober: Fidus, deutscher Maler und Illustrator († 1948)
- 08. Oktober: Coleman Livingston Blease, US-amerikanischer Politiker († 1942)

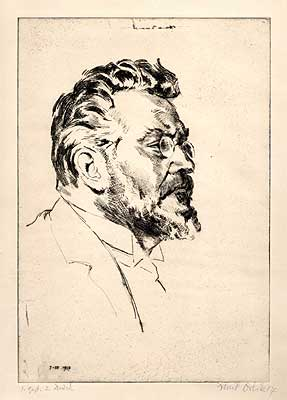
Max Slevogt

- 08. Oktober: Max Slevogt, deutscher Maler, Grafiker, Illustrator und Bühnenbildner († 1932)
- 10. Oktober: Nathan Lewis Miller, US-amerikanischer Politiker († 1953)
- 11. Oktober: Joseph Anglade, französischer Romanist, Provenzalist und Mediävist († 1930)
- 11. Oktober: Ernst Kornemann, deutscher Althistoriker († 1946)
- 12. Oktober: August Horch, deutscher Maschinenbauingenieur († 1951)
- 13. Oktober: Carl August Graf von Attems-Petzenstein, österreichischer Zoologe († 1952)
- 16. Oktober: Hermann Dernburg, deutscher Architekt († 1935)
- 16. Oktober: Franz von Epp, deutscher Berufssoldat und nationalsozialistischer Politiker († 1947)
- 17. Oktober: Etienne Soukkarie, syrischer Geistlicher und Patriarchalvikar von Alexandria († 1921)
- 18. Oktober: Ernst Didring, schwedischer Schriftsteller († 1931)
- 19. Oktober: Werner Kaiser, Schweizer Jurist und Politiker († 1926)
- 20. Oktober: Gabriel Montoya, französischer Chansonnier und Lyriker († 1914)
- 23. Oktober: Alfred Mond, 1. Baron Melchett, britischer Industrieller und Politiker († 1930)
- 24. Oktober: Alexandra David-Néel, französische Reiseschriftstellerin († 1969)
- 24. Oktober: Fritz Hoffmann-La Roche, Schweizer Unternehmer († 1920)
- 24. Oktober: Gustav Lübcke, deutscher Kaufmann, Kunstsammler und Museumsdirektor († 1925)
- 27. Oktober: Roy Owen West, US-amerikanischer Politiker († 1958)
- 28. Oktober: James Connolly, US-amerikanischer Leichtathlet, erster Olympiasieger der Neuzeit († 1957)
- 29. Oktober: Heinrich Bechtolsheimer, deutscher protestantischer Pfarrer und Schriftsteller († 1950)
- 30. Oktober: Albertus Antonie Nijland, niederländischer Astronom († 1936)
- 31. Oktober: Otto Büttner, deutscher Mediziner und Hochschullehrer († 1955)

### November
- 03. November: Karl Kalbfleisch, deutscher Altphilologe († 1946)
- 04. November: Camille Jenatzy, belgischer Automobilrennfahrer und Konstrukteur († 1913)
- 04. November: La Belle Otéro, spanische Revue-Tänzerin, Sängerin († 1965)
- 07. November: Carsten Bruun, norwegischer Sportschütze († 1951)
- 08. November: Felix Hausdorff, deutscher Mathematiker († 1942)
- 09. November: Marie Dressler, kanadische Schauspielerin († 1934)
- 11. November: Édouard Vuillard, französischer Maler des Symbolismus († 1940)
- 13. November: Pierre Maurice, Schweizer Komponist († 1936)
- 14. November: Konrad Biesalski, deutscher Orthopäde († 1930)
- 14. November: Steele Rudd, australischer Schriftsteller († 1935)
- 15. November: August Fischer (Apotheker), Apotheker, Firmengründer von Uhu (Klebstoff) († 1940)

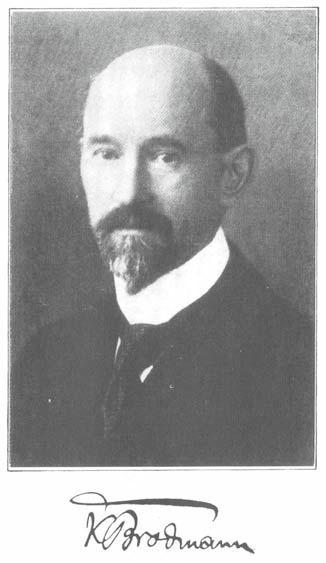
Korbinian Brodmann

- 17. November: Korbinian Brodmann, deutscher Neurologe und Psychiater († 1918)
- 17. November: Paul Hirsch, deutscher Politiker, Ministerpräsident von Preußen 1918–1920 († 1940)
- 17. November: Therese Paris, deutsche Autorin († 1942)
- 20. November: August Euler, deutscher Flugpionier († 1957)
- 21. November: Felix Mach, deutscher Agrikulturchemiker († 1940)
- 21. November: Peter von Oldenburg, russischer Adeliger († 1924)
- 22. November: John Nance Garner, Vizepräsident der USA († 1967)
- 23. November: Heinrich Zernin, deutscher Maler und Grafiker († 1951)
- 24. November: Scott Joplin, US-amerikanischer Komponist und Pianist († 1917)
- 25. November: Ernst Ludwig, Großherzog von Hessen-Darmstadt († 1937)
- 25. November: Alfred C. Stürken, deutscher Kaufmann und Mitglied der Hamburgischen Bürgerschaft († 1925)
- 27. November: Wolfgang von Kries, deutscher Beamter und Politiker († 1945)

### Dezember
- 05. Dezember: Arnold Sommerfeld, deutscher Physiker († 1951)
- 07. Dezember: Theophil Wurm, deutscher Theologe und evangelischer Bischof († 1953)
- 08. Dezember: Giacomo Setaccioli, italienischer Komponist († 1925)

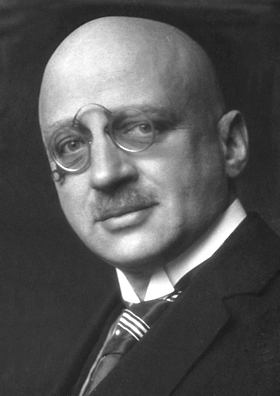
Fritz Haber, 1918

- 09. Dezember: Fritz Haber, deutscher Chemiker und Pionier der chemischen Kriegführung († 1934)
- 11. Dezember: Ernst Henrik Ellberg, schwedischer Komponist († 1948)
- 13. Dezember: Mario Sammarco, italienischer Sänger († 1930)
- 14. Dezember: Théodore Botrel, französischer Chansonnier († 1925)
- 17. Dezember: Bernd von Arnim, preußischer Politiker († 1945)
- 17. Dezember: Frederic Mosley Sackett, US-amerikanischer Politiker und Diplomat († 1941)
- 18. Dezember: Carlo Perosi, italienischer Geistlicher, römisch-katholischer Kardinal († 1930)
- 19. Dezember: Théodore Steeg, französischer Politiker († 1950)
- 20. Dezember: Arturo Alessandri, chilenischer Politiker († 1950)
- 20. Dezember: Robert L. Williams, US-amerikanischer Politiker († 1948)
- 21. Dezember: Rudolf Abel, deutscher Bakteriologe († 1942)
- 21. Dezember: Hans Wacker, deutscher Maler († 1958)
- 22. Dezember: Käthe Paulus, erste deutsche Berufsluftschifferin († 1935)
- 23. Dezember: Richard Teichmann, deutscher Schachmeister († 1925)
- 24. Dezember: Wilhelm Gilbert, deutsch-baltischer Pastor und evangelischer Märtyrer († 1919)
- 24. Dezember: Emanuel Lasker, deutscher Schachspieler, 1894–1921 Weltmeister († 1941)
- 24. Dezember: Georg Meyer, deutscher Sportschütze
- 28. Dezember: Ferdinand Birkner, deutscher Archäologe († 1944)
- 29. Dezember: Roland Allen, britischer anglikanischer Pfarrer, Missionar und Autor († 1947)
- 31. Dezember: Arthur Keller, deutscher Mediziner († 1934)
- 31. Dezember: Erich Ziebarth, deutscher Althistoriker († 1944)

### Genaues Geburtsdatum unbekannt
- Ferdinand Amelin, österreichisch-ungarische Steinbruch- und Steinmetz-Firma Amelin († 1947)
- Emir Emin Arslan, osmanischer Politiker, Diplomat, Schriftsteller und Verleger († 1943)
- Sattar Khan, iranischer Revolutionsführer († 1914)
- Karl Nováček, tschechischer Cellist, Dirigent und Militärkapellmeister († 1929)
- Ramón Emilio Peralta, dominikanischer Komponist, Dirigent, Musikpädagoge und Saxophonist († 1941)
- Hassan Vosough, iranischer Politiker und Premierminister des Iran († 1951)
- Caroline Watts, britische Malerin und Suffragette († 1919)

## Gestorben

### Januar bis März
- 07. Januar: William Batchelder Bradbury, US-amerikanischer Komponist (* 1816)
- 08. Januar: Adolf Heinrich Graf von Arnim-Boitzenburg, preußischer Politiker (* 1803)
- 10. Januar: Karol Szajnocha, polnischer Schriftsteller und Historiker (* 1818)
- 10. Januar: Héli Freymond, Schweizer Straftäter (* 1843)
- 11. Januar: Maria von Mörl, Südtiroler Mystikerin (* 1812)
- 16. Januar: Friedrich Wilhelm Schoen, deutscher Maler und Lithograf (* 1810)
- 16. Januar: Theodor Schönemann, deutscher Mathematiker (* 1812)
- 20. Januar: Johann Friedrich Danneil, deutscher Prähistoriker und Pädagoge (* 1783)
- 21. Januar: Alexander Sándor Asbóth, ungarischer Revolutionär und General (* 1811)
- 23. Januar: Heinrich von Brandt, preußischer General der Infanterie (* 1789)

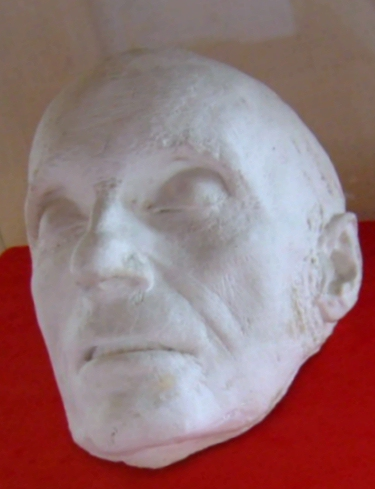
Totenmaske Adalbert Stifters

- 28. Januar: Adalbert Stifter, österreichischer Schriftsteller, Maler und Pädagoge (* 1805)
- 28. Januar: Kate Warne, US-amerikanische Detektivin (* zwischen 1829 und 1833)
- 29. Januar: José María Achá Valiente, bolivianischer General und Politiker (* 1810)
- 30. Januar: Éléonore Denuelle, Geliebte Napoleons I. (* 1787)
- 31. Januar: Tadeusz Gorecki, polnischer Porträtmaler (* 1825)
- 01. Februar: Gustav Eduard Benseler, deutscher Altphilologe und Lexikograf (* 1806)
- 03. Februar: Karl Mathy, badischer Staatsminister (* 1807)
- 10. Februar: David Brewster, schottischer Physiker, Erfinder des Kaleidoskops (* 1781)

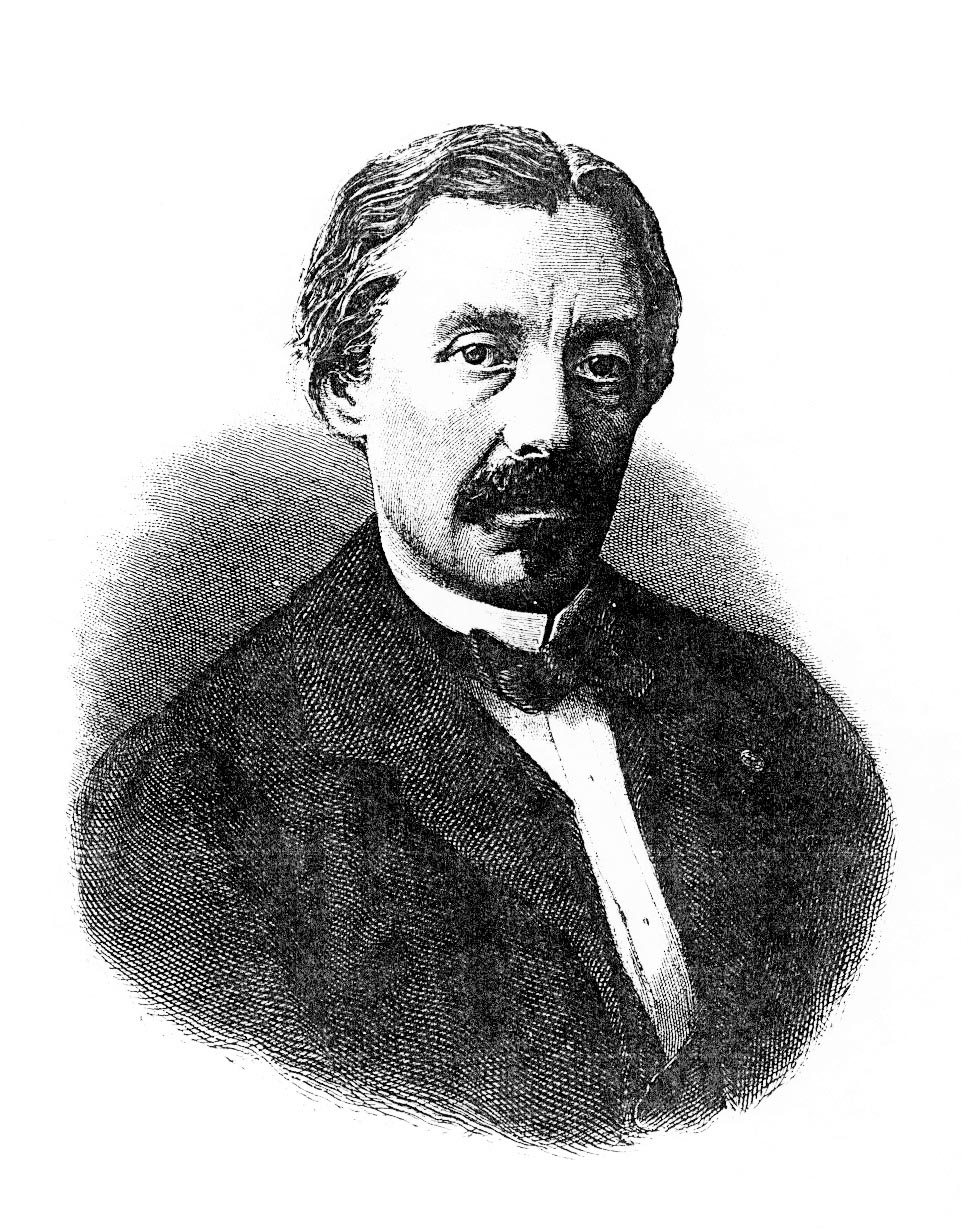
Léon Foucault

- 11. Februar: Léon Foucault, französischer Physiker (* 1819)
- 12. Februar: Karl II., paragierter Landgraf von Hessen-Philippsthal (* 1803)
- 19. Februar: Venancio Flores, südamerikanischer General (* 1808)
- 21. Februar: Giuseppe Abbati, italienischer Maler (* 1836)
- 22. Februar: Emmanuele Antonio Cicogna, venezianischer Sekretär und Büchersammler (* 1789)
- 27. Februar: Maximilien de Meuron, Schweizer Landschaftsmaler (* 1785)
- 28. Februar: Arthur Anderson, englischer Unternehmer und Politiker (* 1791)
- 28. Februar: August Wissowa, deutscher Altphilologe und Pädagoge (* 1797)

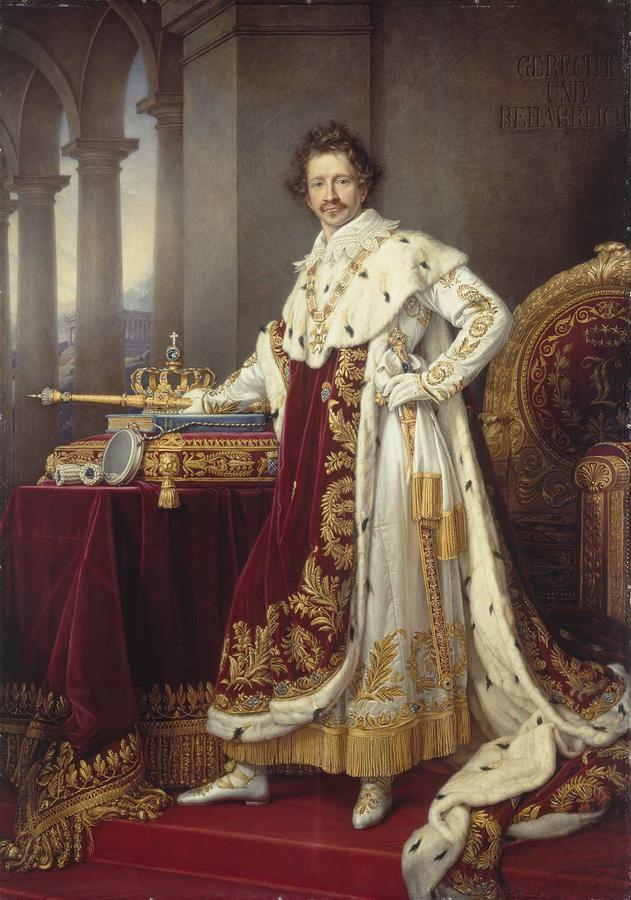
Ludwig I. von Bayern

- 29. Februar: Ludwig I., König von Bayern (* 1786)
- 02. März: Franz Carl Adelbert Eberwein, Musikdirektor und Dirigent an der großherzoglichen Oper in Weimar (* 1786)
- 04. März: Richard H. Bayard, US-amerikanischer Politiker (* 1796)
- 28. März: James Thomas Earl of Cardigan, britischer General (* 1797)
- 31. März: Jacob Ludwig Theodor Reh, deutscher Politiker (* 1801)

### April bis Juni
- 01. April: Rasoherina, Herrscherin des Königreichs Madagaskar (* 1814)
- 03. April: Franz Berwald, schwedischer Komponist und Violinist (* 1796)
- 04. April: Eduard van der Nüll, österreichischer Architekt (* 1812)
- 08. April: Johann Theodor Vömel, deutscher Altphilologe, lutherischer Theologe und Gymnasialdirektor (* 1791)
- 13. April: Theodor II., Kaiser von Äthiopien (* 1818)
- 23. April: Ramón María Narváez, spanischer Militär, Politiker und mehrfacher Ministerpräsident (* 1800)
- 24. April: Franz Haniel, deutscher Unternehmer (* 1779)
- 26. April: Vinzenz Sultzer, französische Ordensschwester und Generaloberin (* 1778)
- 29. April: Karl Maria von Aretin, bayerischer Historiker, Diplomat und Politiker (* 1796)
- 04. Mai: John Adams Gilmer, US-amerikanischer Politiker (* 1805)
- 15. Mai: Franz Michael d’Aubert, deutscher Politiker (* 1795)
- 21. Mai: Samuel Hebich, deutscher Missionar (* 1803)
- 22. Mai: Julius Plücker, deutscher Mathematiker und Physiker (* 1801)
- 23. Mai: Kit Carson, US-amerikanischer Pionier, Grenzer und Entdecker (* 1809)
- 25. Mai: Afanassi Grigorjewitsch Grigorjew, russischer Architekt (* 1782)
- 27. Mai: Georg Egestorff, deutscher Industrieller (* 1802)
- 29. Mai: Levi Lincoln junior, US-amerikanischer Politiker (* 1782)
- 29. Mai: Julius Abegg, deutscher Strafrechtler (* 1796)
- 29. Mai: Franz Pfeiffer, deutscher Germanist (* 1815)

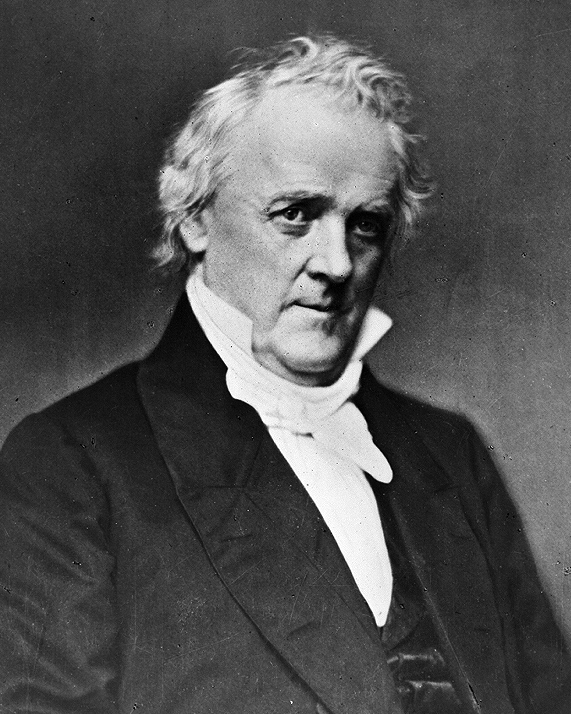
James Buchanan, (vermutlich um 1860)

- 01. Juni: James Buchanan, US-amerikanischer Politiker, 15. Präsident der USA (* 1791)
- 05. Juni: Anselm Hüttenbrenner, österreichischer Komponist und Musikkritiker (* 1794)
- 11. Juni: Lazar Horowitz, deutsch-österreichischer Rabbiner (* 1803)

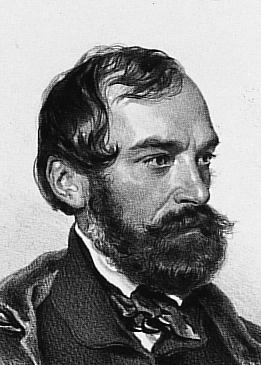
August Sicard von Sicardsburg (1813–1868)

- 11. Juni: August Sicard von Sicardsburg, österreichischer Architekt (* 1813)
- 11. Juni: James Brooke, englischer Abenteurer (* 1803)
- 13. Juni: August Grahl, deutscher Miniaturmaler (* 1791)
- 17. Juni: George Arnott Walker Arnott, schottischer Botaniker (* 1799)
- 26. Juni: Johann Nepomuk Zwerger, deutscher Bildhauer (* 1796)

### Juli bis September
- 02. Juli: William Grason, US-amerikanischer Politiker (* 1788)
- 03. Juli: Lafayette C. Baker, amerikanischer Offizier und Geheimagent (* 1826)
- 04. Juli: August Howaldt, deutscher Bildhauer und Modelleur (* 1838)
- 07. Juli: Edward Coles, US-amerikanischer Politiker (* 1786)
- 12. Juli: Ralph Abercromby, 2. Baron Dunfermline, britischer Diplomat (* 1803)
- 13. Juli: Gottlieb Ernst Heinrich von Goszicki, preußischer Generalmajor (* 1783)

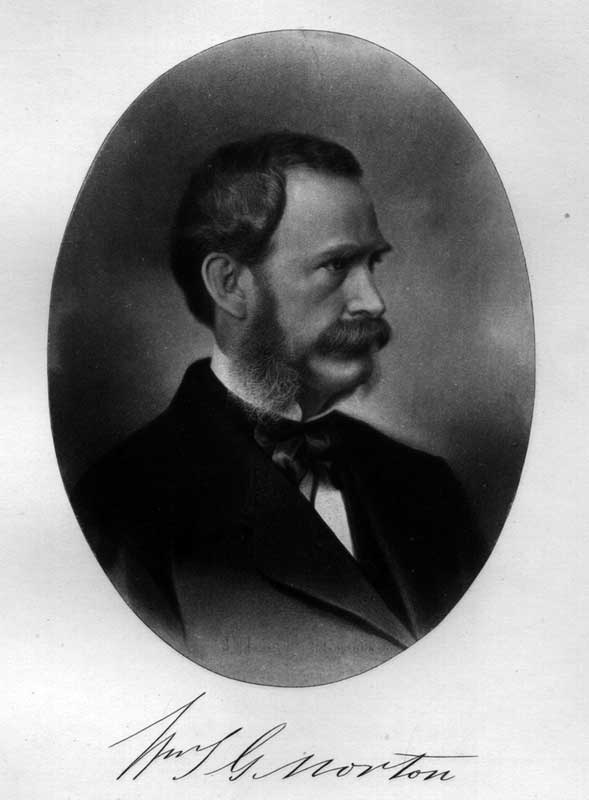
William Thomas Green Morton

- 15. Juli: William Thomas Green Morton, US-amerikanischer Arzt, Wegbereiter der Anästhesie (* 1819)
- 15. Juli: Gustav Friedrich Waagen, deutscher Kunsthistoriker (* 1794)
- 16. Juli: Louis François Dauprat, französischer Hornist, Komponist und Professor für Horn (* 1781)
- 18. Juli: Emanuel Leutze, US-amerikanischer Maler (* 1816)
- 20. Juli: Johann Friedrich Kittl, tschechischer Komponist (* 1806)
- 21. Juli: Friedrich Wilhelm Schubert, deutscher Historiker und Staatskundler (* 1799)
- 29. Juli: Albrecht Theodor Middeldorpf, Mediziner, Begründer der Galvanokaustik (* 1824)
- 30. Juli: Michael Tompa, ungarischer Dichter (* 1817)
- 03. August: Ludwig von Alvensleben, deutscher Schriftsteller (* 1800)
- 11. August: Halfdan Kjerulf, norwegischer Komponist (* 1815)
- 21. August: Franz Peter Adams, deutscher Rechtsanwalt (* 1800)
- 21. August: Karl Immanuel Nitzsch, evangelischer Theologe (* 1787)
- 22. August: Urban Kreutzbach, deutscher Orgelbauer (* 1796)
- 25. August: Charlotte Birch-Pfeiffer, deutsche Schauspielerin und Schriftstellerin (* 1800)
- 25. August: Jacob van Lennep, niederländischer Schriftsteller (* 1802)
- 27. August: Franz Xaver Schnyder von Wartensee, Schweizer Komponist und Musikautor (* 1786)
- 29. August: Christian Friedrich Schönbein, deutsch-schweizerischer Chemiker (* 1799)
- 31. August: Francis Granger, US-amerikanischer Politiker (* 1792)
- 04. September: Eduard Friedrich Poeppig, deutscher Forschungsreisender (* 1798)
- 09. September: Mzilikazi, Herrscher im Matabele-Königreich in Simbabwe (* um 1790)
- 11. September: Louis Germond der Ältere, Schweizer evangelischer Geistlicher (* 1796)
- 18. September: Wolfgang Killias, Schweizer Techniker und Eisenbahnpionier (* 1795)
- 21. September: Ferenc József Gyulay, Oberbefehlshaber der österreichischen Truppen im Sardinischen Krieg (* 1798)
- 24. September: Louis François Antoine Curtat, Schweizer evangelischer Geistlicher, Hochschullehrer und Politiker (* 1801)

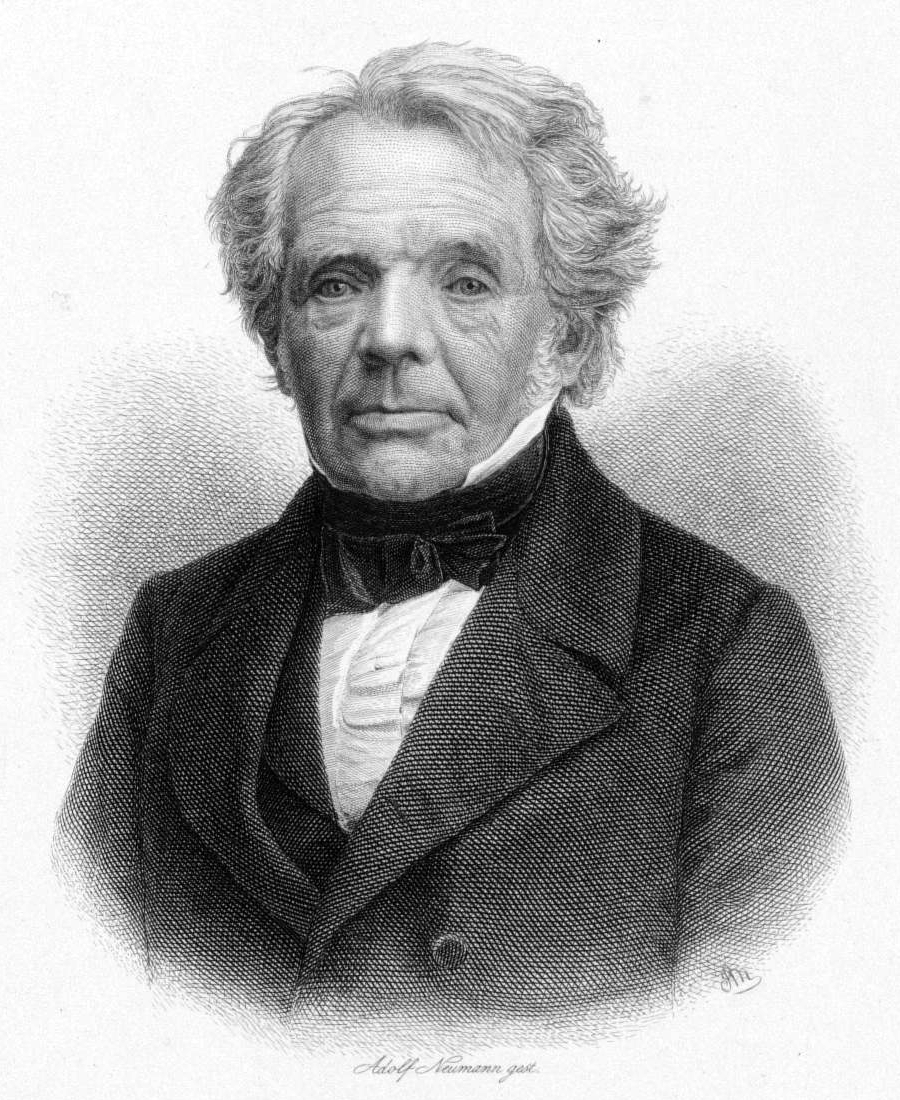
August Ferdinand Möbius

- 26. September: August Ferdinand Möbius, deutscher Astronom und Mathematiker (* 1790)

### Oktober bis Dezember
- 02. Oktober: François Christophe Edmond Kellermann, französischer Staatsmann und Diplomat (* 1802)
- 09. Oktober: Howell Cobb, US-amerikanischer Politiker (* 1815)
- 13. Oktober: Tachibana Akemi, japanischer Dichter (* 1812)
- 17. Oktober: Laura Secord, kanadische Nationalheldin des Krieges von 1812 (* 1775)
- 18. Oktober: Mongkut (Rama IV.), König von Siam (* 1804)
- 26. Oktober: Wilhelm Griesinger, deutscher Psychiater und Internist (* 1817)
- 26. Oktober: Henricus Christianus Millies, niederländischer lutherischer Theologe und Orientalist (* 1810)
- 27. Oktober: Carl Wilhelm Arldt, deutscher Zeichner und Lithograf (* 1809)
- 27. Oktober: Carl Abraham Mankell, schwedischer Komponist (* 1802)
- 02. November: Amos Abbott, US-amerikanischer Politiker (* 1786)
- 05. November: Franz Steinfeld, österreichischer Maler (* 1787)
- 09. November: John Mercer Johnson, englisch-kanadischer Politiker (* 1818)
- 11. November: Stephen Royce, US-amerikanischer Politiker (* 1787)
- 13. November: Auguste Delacroix, französischer Maler (* 1809)
- 13. November: Bonaventura Genelli, deutscher Maler, Zeichner und Kupferstecher (* 1798)

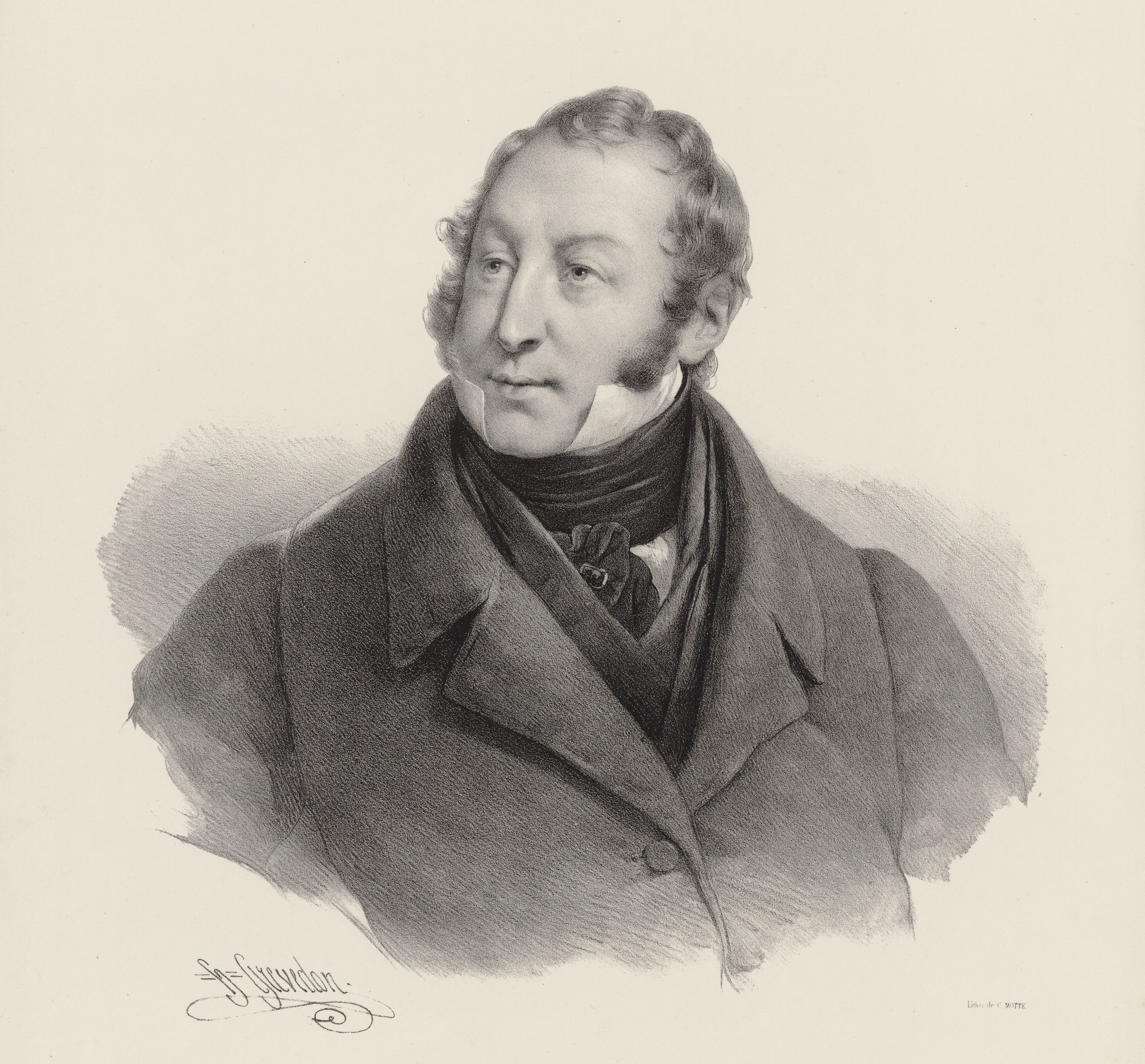
Gioachino Rossini

- 13. November: Gioachino Rossini, italienischer Komponist (* 1792)
- 13. November: David Tod, US-amerikanischer Politiker (* 1805)
- 15. November: Jakob Rothschild, deutsch-französischer Bankier und Mitglied der Rothschild-Familie (* 1792)
- 18. November: José Tadeo Monagas, Präsident von Venezuela (* 1784)
- 23. November: Friedrich Benedikt Wilhelm von Hermann, deutscher Nationalökonom und Wirtschaftsstatistiker (* 1795)
- 25. November: Francesco Ambrosoli, italienischer Pädagoge, Philologe und Schriftsteller (* 1797)
- 27. November: Black Kettle, Häuptling der Südlichen Cheyenne (* um 1803)
- 30. November: August Theodor Blanche, schwedischer Schriftsteller (* 1811)
- 03. Dezember: Wilhelm Adolf Lette, deutscher Sozialpolitiker und Jurist (* 1799)
- 06. Dezember: Franz Brunner, Schweizer Bankier und Politiker (* 1807)
- 06. Dezember: August Schleicher, deutscher Sprachwissenschaftler (* 1821)
- 13. Dezember: Carl Friedrich Philipp von Martius, deutscher Naturforscher, Botaniker und Ethnograph (* 1794)
- 14. Dezember: Walter Lowrie, US-amerikanischer Politiker (* 1784)
- 16. Dezember: Aimée Davout, französische Bürgerin und Zeitzeugin (* 1782)
- 21. Dezember: August Friedrich Moritz Anton, deutscher Pädagoge (* 1798)
- 21. Dezember: Vicente Barrios, paraguayischer Militär und Politiker (* 1825)
- 24. Dezember: Étienne Jules Adolphe Desmier de Saint-Simon, Vicomte d’Archiac, französischer Geologe und Paläontologe (* 1802)
- 25. Dezember: Linus Yale, US-amerikanischer Erfinder (Zylinderschloss) (* 1821)
- 28. Dezember: Karl Chotek von Chotkow, tschechischer Adeliger, Verwalter und Politiker (* 1783)
- 00. Dezember: Paul Joseph Hagen, deutscher Unternehmer (* 1800)

### Genaues Todesdatum unbekannt
- Pedro de Ampudia, mexikanischer Offizier (* 1803)
- Iwan Malchasowitsch Andronikow, georgischer Fürst und russischer General (* 1798)